# Costa Rica
Costa Rica ([ˈkostɑ ˈrikɑ], spanisch für „reiche Küste“, deutsch früher auch Kostarika) ist ein Staat in Zentralamerika, der im Norden an Nicaragua und im Süden an Panama grenzt. Im Osten ist er durch das Karibische Meer und im Westen durch den Pazifik begrenzt. Das Land gilt als eines der fortschrittlichsten Lateinamerikas. So wurde die Armee bereits 1948 zugunsten der Förderung von Bildungs- und Gesundheitsprogrammen abgeschafft, das Land gewinnt knapp 100 % seines Strombedarfs aus regenerativen Quellen und der Ökotourismus wird stark gefördert. Rund 27 % der Landesfläche stehen unter Naturschutz.
Im internationalen Vergleich zeichnet sich Costa Rica durch eine erfolgreiche politische und wirtschaftliche Transformation aus. Im Gegensatz zu vielen anderen Ländern der Region ist es seit den 1950er Jahren eine stabile Demokratie und blieb durch frühzeitige sozialpolitische Maßnahmen von der in Lateinamerika des 20. Jahrhunderts weit verbreiteten Problematik der sozialen Unruhen, Bürgerkriege und Diktaturen verschont. Angesichts damaliger bewaffneter Konflikte in benachbarten Ländern erklärte es 1983 seine „dauerhafte und aktive unbewaffnete Neutralität“ und wird auch als „die Schweiz Zentralamerikas“ bezeichnet.

## Geographie

### Standort und Grenzen
Costa Rica liegt auf der Landenge, die Süd- und Nordamerika verbindet, und besteht aus einem schmalen, durchschnittlich 200 km breiten Landstreifen, der das Karibische Meer im Ost-Nordosten vom Pazifischen Ozean im Südwesten trennt. Das Land grenzt im Norden auf einer Länge von 309 km an Nicaragua und im Südosten auf einer Länge von 330 km an Panama. Die Hauptstadt, San José, liegt im Zentrum des Landes.
Das Land hat eine 1.290 km lange Küstenlinie, die zu fast einem Drittel aus weiten Ebenen am Karibischen Meer und zu zwei Drittel aus schmaleren, stärker gegliederten Küstenlinien am Pazifik besteht. Der wichtigste Fluss Costa Ricas ist der San Juan (230 km), der einen Teil der Nordgrenze zu Nicaragua bildet.
Costa Rica erstreckt sich auch in den Pazifischen Ozean mit einem kleinen unbewohnten Stück Land, der Kokos-Insel, 550 km südwestlich seiner Westküste, in Richtung der Insel Isabela (Teil der Republik Ecuador).

### Geologie und Topographie

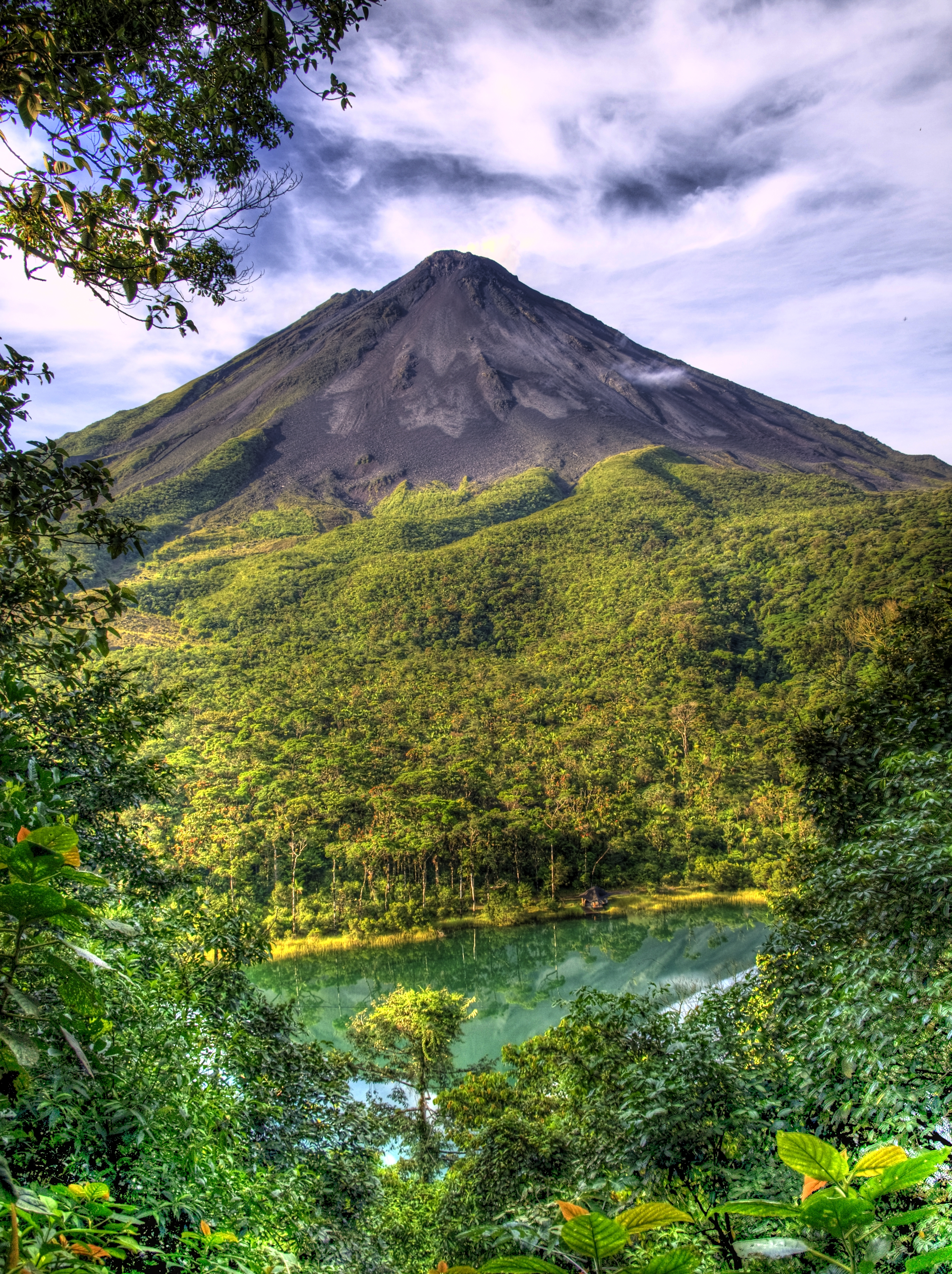
Nationalpark Volcán Arenal

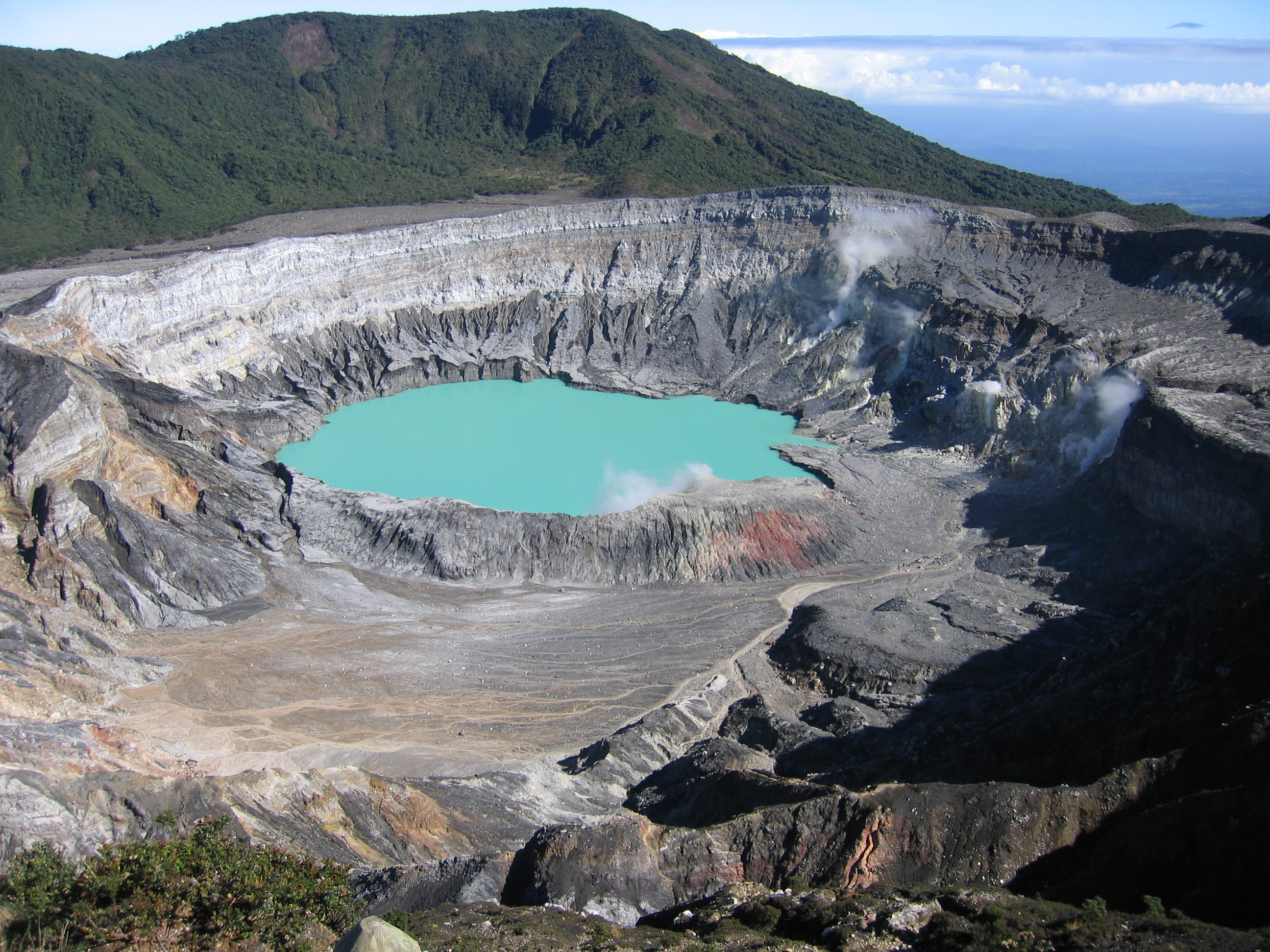
Nationalpark Volcán Poás

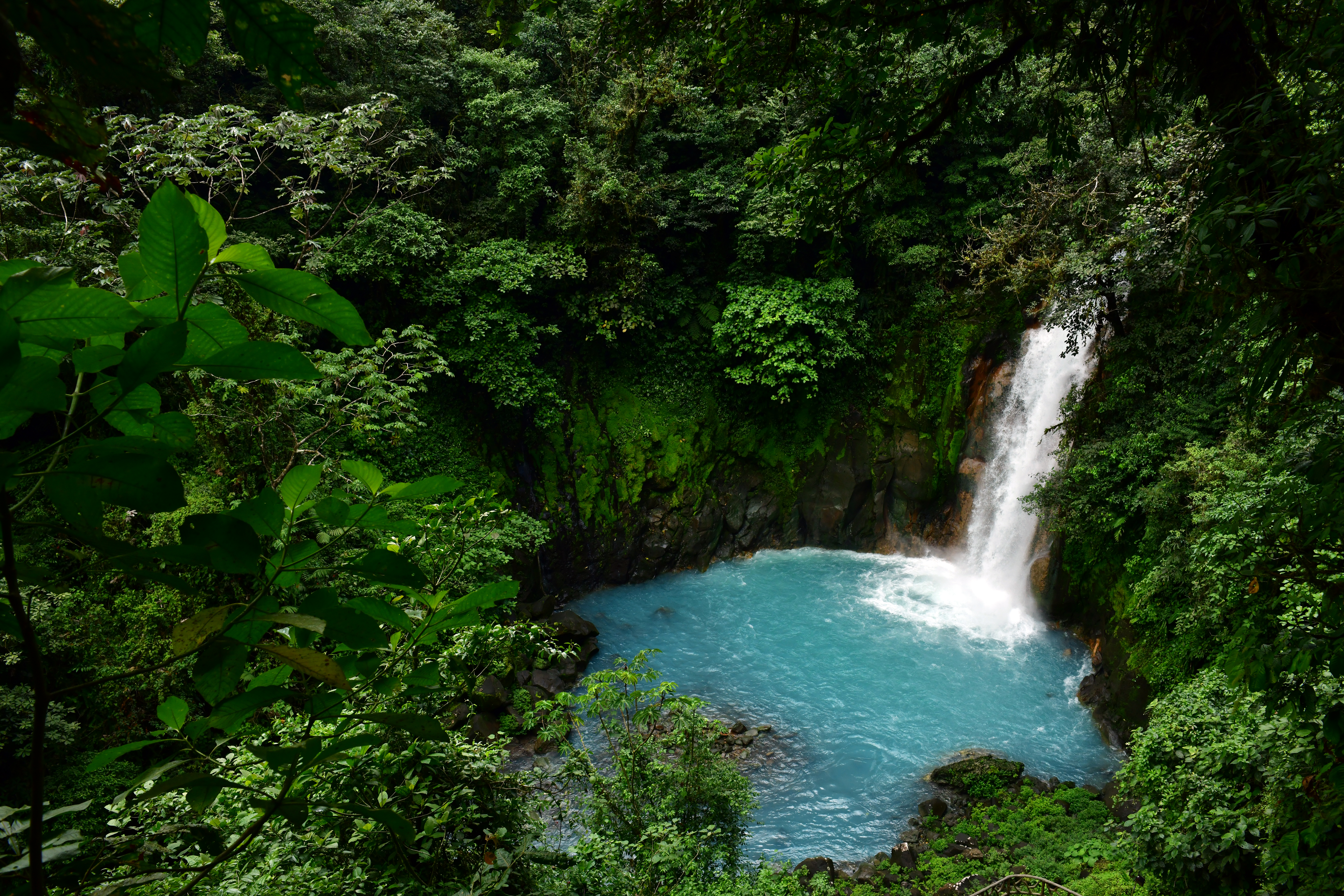
Wasserfall im Nationalpark Volcán Tenorio

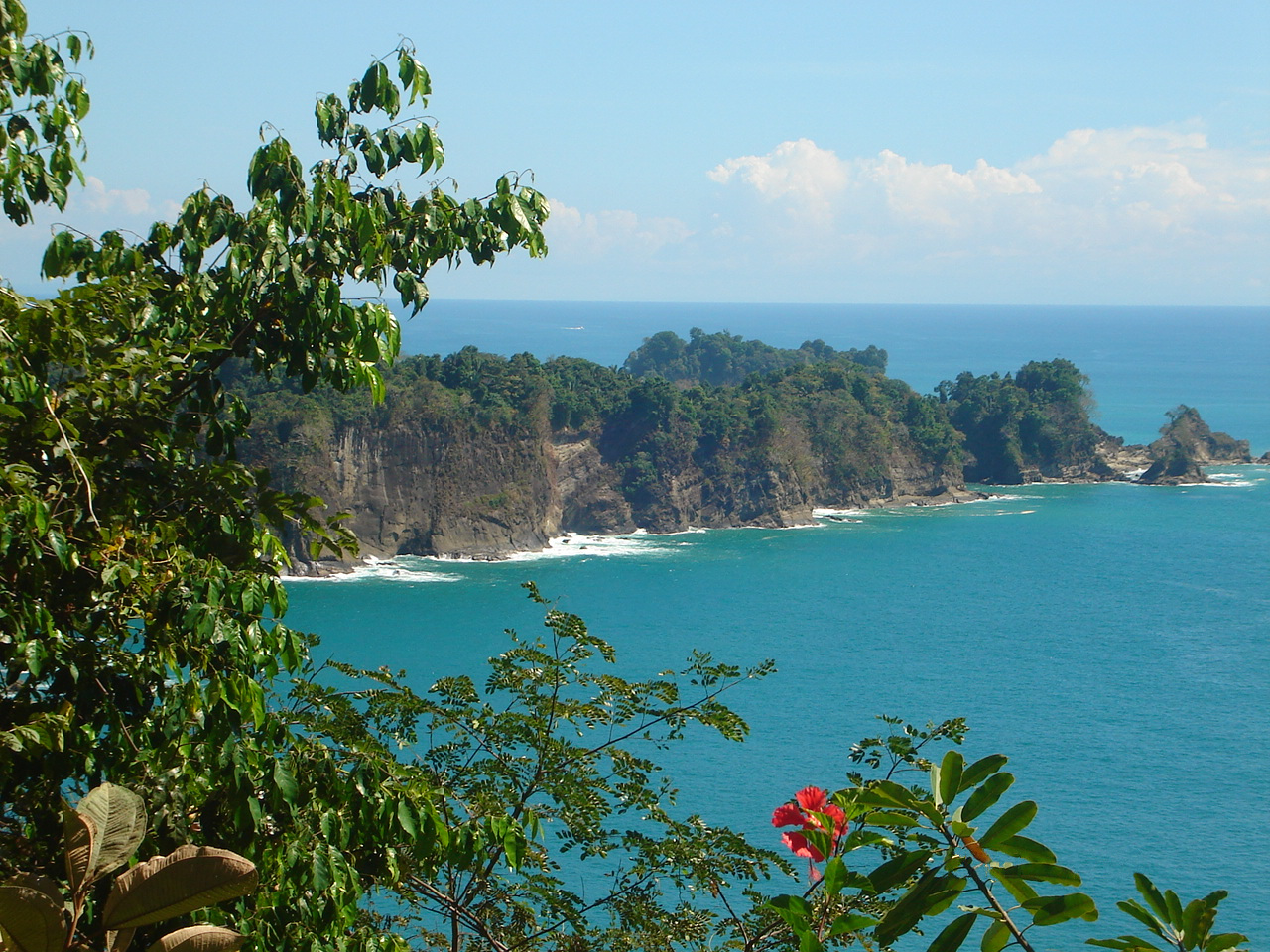
Nationalpark Manuel Antonio

Costa Rica ist ein sehr gebirgiges Land, dessen Territorium größtenteils auf einer Höhe zwischen 900 m und 1.800 m über dem Meeresspiegel liegt. Es gibt vier Hauptgebirgsketten: die Vulkankette von Guanacaste, die Tilarán-Bergbaukette, die zentrale Vulkankette und die Talamanca-Kette. Außerdem gibt es vier Nebengebirgszüge: die Nicoya-Gebirge in der Provinz Guanacaste, die Brunqueña-Gebirge, ein Küstengebirge, das parallel zur Küste in der Provinz Puntarenas verläuft, und die Cordillera de Osa im Südpazifik, ein Gebirgszug, der sich bis nach Panama erstreckt und eine Höhe von 600 m bis 1.500 m aufweist. Der höchste Punkt des Landes ist der Cerro Chirripó (3.820 m), der fünfthöchste Berg Mittelamerikas. Der höchste Vulkan ist der Irazú (3.432 m). Das Land hat über 200 Vulkane, von denen die meisten weniger als 3 Millionen Jahre alt sind, fünf davon sind aktiv: Irazú, Poás, Arenal, Rincón de la Vieja und Turrialba. Die wichtigsten Eruptionszyklen der Geschichte wurden von Irazú (1963–1965), Arenal (1968–2010), Turrialba (2014–2019) und Poás (2016–2019) angeführt. Costa Rica ist ein stark seismisch belastetes Land: Die meisten Erdbeben werden durch die Interaktion der Cocosplatte und der Karibischen Platte sowie durch lokale Verwerfungen verursacht. Zu den Erdbeben mit den größten Auswirkungen gehören: Santa-Monica- oder Cartago-Erdbeben (1910), Alajuela (1990), Limón (1991), Parrita (2004), Cinchona (2009) und Nicoya (2012).
Die zentrale Gebirgsachse des Landes führt zu tief liegenden Gebieten nördlich der Karibik und des Pazifiks, die durch die Ansammlung von Sedimentmaterial entstanden sind. Die nördlichen und karibischen Ebenen sind am weitesten ausgedehnt. Sie werden von langen, schnell fließenden, mäandrierenden Flüssen durchzogen. Ihre Namen variieren von Region zu Region: Guatusos, San Carlos, Sarapiquí, Tortuguero, Santa Clara, Pacuare, Matina und Estrella sowie die Täler von Sixaola und Talamanca. Die karibische Küstenebene hat eine geringe Höhe und ist teilweise von tropischen Regenwäldern bedeckt. Ihre Böden werden für Bananen- und Kakaoplantagen sowie für die Zucht von Rindern und Milchkühen genutzt. Der 112 km lange Tortuguero-Kanal verbindet Moín mit der Grenze zu Nicaragua. Im Nordpazifik befindet sich die größte Ebene, die so genannte Pampa, in Guanacaste, wo sie 75 km breit ist. Im Zentralpazifik verengt sich die Ebene aufgrund des Brunqueña-Grabens, während sie sich im Südpazifik wieder auf 50 km verbreitert. Die Pampa von Guanacaste erstreckt sich von der Santa-Rosa-Hochebene bis zum Golf von Nicoya und besteht aus Schwemmlandebenen und vulkanischen Aschemänteln. Der zentrale Streifen besteht aus zwei Meeresterrassen, die von einigen Hügeln unterbrochen werden, die nicht höher als 100 m sind. Das Parrita-Tal erstreckt sich bis nach Punta Uvita und besteht aus sedimentärem und vulkanischem Material der Talamanca-Bergkette. Im Südpazifik gibt es neben den Tälern von Diquís und Coto Brus, die aus marinem, fluvialem und vulkanischem Material bestehen, auch eine Halbinsel bei Osa. Die pazifischen Gebiete eignen sich für die Landwirtschaft, verfügen über eine größere touristische Infrastruktur und der größte Teil der Fischereiaktivitäten des Landes ist an den Küsten angesiedelt.
In der Mitte des Landes liegt das Zentraltal, eine tektonische Hochebene, die sich durch ihre Fruchtbarkeit und ihren Wasserreichtum auszeichnet. Umgeben von Bergen und Vulkanen herrscht hier ein sehr angenehmes Klima und die Mehrheit der Bevölkerung des Landes, etwa 60 %, lebt hier. Die einzige Provinz, die nicht an San José grenzt, ist Guanacaste.
Costa Rica hat viele Inseln. In der Karibik stechen die Flussinseln hervor, wie die Insel Calero, die mit 151,6 km² auch die größte Insel des Landes ist. Eine weitere wichtige Karibikinsel ist Uvita, gegenüber dem Hafen von Limón. Im Pazifischen Ozean befinden sich die Inseln des Archipels im Golf von Nicoya, von denen viele bewohnt sind (Chira, Venado, Caballo), die für den Tourismus von Bedeutung sind (San Lucas, Tortuga) und andere, die biologische Reservate sind (Guayabo, Pájaros, Negritos). In der Bucht von Salinas befindet sich die Insel Bolaños, die ebenfalls ein Refugium für Flora und Fauna ist. Im Südpazifik ist die Isla del Caño von ökologischer und archäologischer Bedeutung. Insel Cocos (24 km²) ist die international bekannteste Insel Costa Ricas. Sie liegt im Pazifischen Ozean, 500 km vom Hafen von Puntarenas entfernt, und zeichnet sich durch ihre Entfernung vom Kontinentalsockel aus. Sie ist von großer Bedeutung für ihre biologische Vielfalt und wurde zum Weltkulturerbe erklärt.
Rund 25 % der Landesfläche stehen unter dem Schutz des SINAC (Nationales System der Schutzgebiete), das alle Schutzgebiete des Landes verwaltet. Costa Rica hat eine der höchsten Wildtierdichten der Welt. Von 166 Schutzgebieten umfasst das SINAC 62 Gebiete, die an einen Meeresabschnitt grenzen und 50 % der Küstenlinie des Landes abdecken.
In der zentralen Hochebene (Meseta Central) des Kordilleren-Sektors ist Costa Rica mit San José, Alajuela, Cartago und Heredia, einigen der größten Städte des Landes, dicht besiedelt. Puerto Limón, an der Karibikküste gelegen, ist der wichtigste Hafen des Landes. San José, die Hauptstadt, hat 2 Millionen Einwohner, einschließlich der größeren Vorstädte.

### Klima
Aufgrund seiner Lage zwischen 8° und 11° nördlicher Breite befindet sich Costa Rica in den Tropen. Allerdings differieren die Niederschläge erheblich: In San José fallen im Jahr 1867 mm, in Puerto Limón an der Karibikküste mit 3518 mm fast doppelt so viel. In Costa Rica sind zwei der tropischen Klimatypen anzutreffen. Die Abgrenzung der beiden Typen wird durch die von Nordwest nach Südost verlaufende Gebirgskette bewirkt. Das wechselfeuchte Klima der Pazifikküste ist durch zwei Jahreszeiten gekennzeichnet: eine Regen- und eine Trockenzeit. Die Regenzeit erstreckt sich im Zentraltal und im nordwestlichen Landesteil von Mai bis November, die Trockenzeit von Dezember bis April. Im niederschlagsreicheren Süden und der zentralen Pazifikküste des Landes setzt die Trockenzeit ein bis zwei Monate später ein und endet ebenfalls im April. Der im zentralen Norden (östlich der großen Gebirgskette) liegende Landesteil liegt in einer klimatischen Übergangszone, in der die Niederschläge während der Trockenzeit der Pazifikregionen Costa Ricas etwas zurückgehen, aber nicht völlig ausbleiben. An der Karibikküste herrscht durch die vorwiegend aus Nordost wehenden Winde, die über der karibischen See Feuchtigkeit aufnehmen, ein äquatoriales Klima mit Niederschlägen zu jeder Jahreszeit vor, wobei die Monate Februar und März sowie September und Oktober trockener ausfallen.

### Ökologie

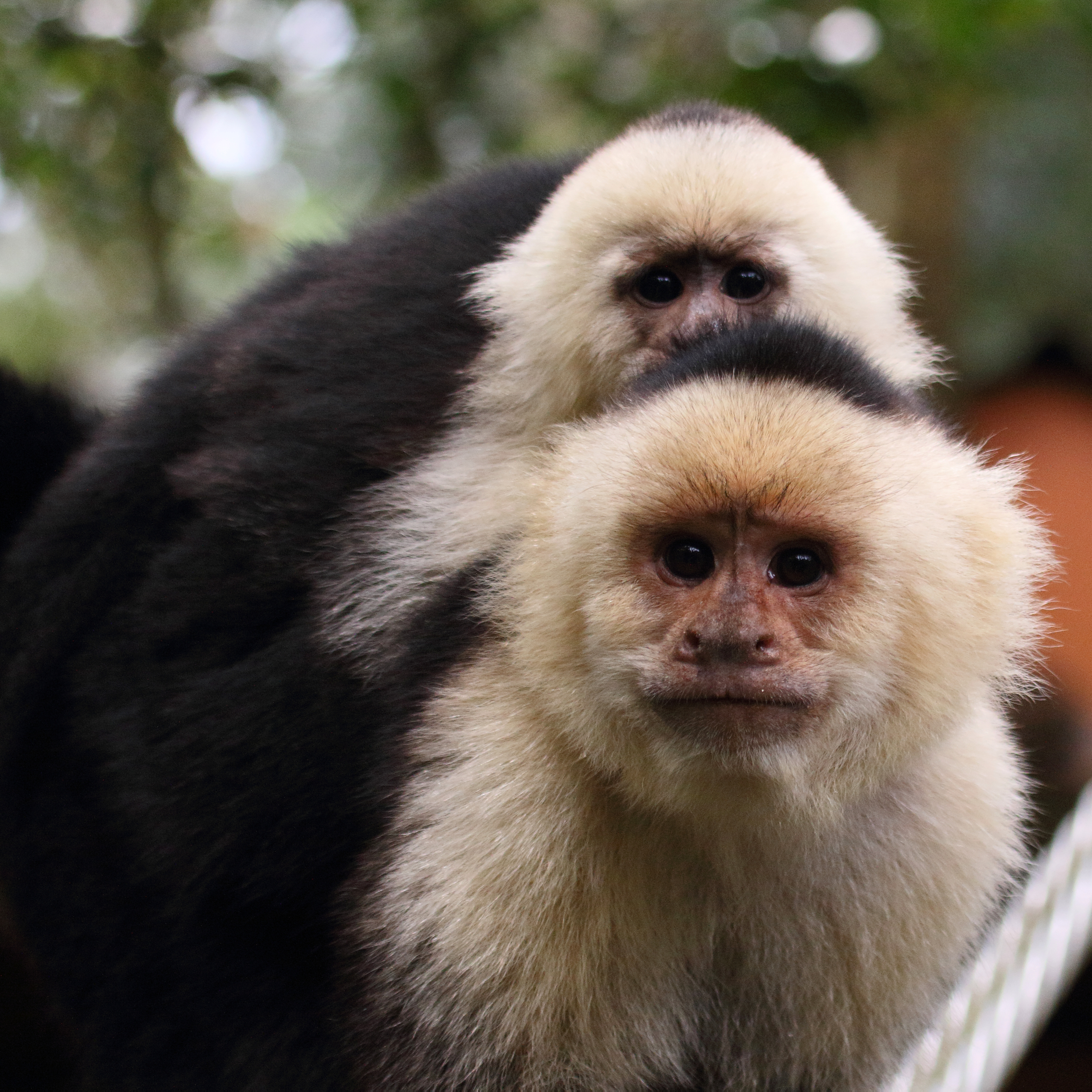
Kapuzineräffchen im Nationalpark Manuel Antonio.

Costa Rica verfügt über eine außergewöhnliche Flora und Fauna: 6 % der weltweiten Artenvielfalt sind hier zu finden (bei einem Land, das nur 0,03 % der Landfläche der Erde ausmacht). 1,3 % der Tierwelt ist in diesem Land endemisch. Im Jahr 2007 schätzte das Nationale Institut für Biodiversität, dass jedes Jahr 160 neue Arten in Costa Rica entdeckt werden. Mehr als 25 % des Territoriums sind von Nationalparks (26) und Naturschutzgebieten bedeckt. Der politische Kontext des Landes sowie sein Erfolg im Tourismussektor tragen zur Erhaltung dieser Artenvielfalt bei.
Die Meeresschutzgebiete Costa Ricas sind Schauplatz von Haiwilderei. Der Dokumentarfilm „Sharkwater“ zeigt, wie intensiv der Handel mit Haifischflossen ist. Taiwanische Händler kaufen sie illegal und plündern damit eines der letzten Hai-Schutzgebiete. Bedeutende taiwanische Investitionen in Costa Rica deuten darauf hin, dass die Regierung den Kampf gegen diese illegalen Aktivitäten nicht zu einer Priorität auf ihrer Agenda zum Schutz der Tierwelt macht.
Diese außergewöhnliche Vielfalt ist auf die geografische Lage Costa Ricas zwischen Nord- und Südamerika zurückzuführen, die die Bewegungen der Tiere begünstigt. Die ozeanischen Einflüsse des Pazifischen Ozeans und des Karibischen Meeres, die jeweils ihr eigenes Klima haben, spielen ebenfalls eine Rolle. Im Großen und Ganzen lassen sich drei Klimazonen unterscheiden: die feuchte, halb sumpfige Karibikküste, die trockenere Pazifikküste und die zentrale Zone mit ihrem hohen Relief und der trockenen Vegetation. Dank der reichlichen Niederschläge während der Regenzeit ist das Land von Tausenden von Wasserfällen durchflutet. Diese ziehen eine einzigartige Fauna an: Frösche, Kolibris und Schmetterlinge, darunter der majestätische Morpho mit seinen elektrisch-blauen Flügeln.
Costa Rica gehört zu den 14 Ländern, die mehr als 23 % ihres Territoriums unter Schutz gestellt haben (25,6 % in Nationalparks oder ökologischen Reservaten). Dem Land ist es fast gelungen, die Entwaldung zu stoppen (1950 waren 75 % seines Territoriums mit Wald bedeckt, 1985 waren es 26 %, heute sind es wieder 50 %), auch wenn es im Laufe des Jahres immer wieder zu illegalen Abholzungen kommt, selbst in Naturschutzgebieten. Es ist das erste Land der Welt, das einen Plan zur Dekarbonisierung (Null-Kohlenstoff-Emissionen bis 2050) aufgestellt hat.

### Naturschutz
Klimaschutz, Naturschutz und Waldschutz werden als wichtiger Bestandteil der staatlichen Umweltpolitik angesehen und werden konsequent umgesetzt. Hatten Holzfäller in den 1970er und 1980er Jahren rund 80 % des Regenwaldes gerodet, sind heute wieder mehr als 50 % des Landes von Wald bewachsen. Zum Schutz des Waldes setzt Costa Rica erfolgreich auf den Ökotourismus, von dem sowohl Einheimische als auch umweltbewusste Reisende profitieren. So geben rund 1,5 Millionen Touristen jährlich fast 1,5 Milliarden Dollar für einen Besuch der Regenwälder und anderer ökologischer Ziele Costa Ricas aus. Der Wanderweg Camino de Costa Rica führt ein Mal quer durch das Land von der Atlantikküste zur Pazifikküste. Er wurde geschaffen, um den Ökotourismus und zugleich die ländliche Bevölkerung zu unterstützen.
Rund 27 % der Fläche Costa Ricas steht unter Naturschutz. 2012 gab es 160 Schutzgebiete wie biologische Reservate, Nationalparks und Naturschutzgebiete.
Es gibt 26 Nationalparks über das Land verstreut mit ganz unterschiedlichen charakteristischen Merkmalen. In dem 1969 erlassenen Gesetz zur Erhaltung des Waldes wurde Santa Rosa im Nordwesten des Landes an der Pazifikküste als erster Nationalpark eingerichtet. Gleichzeitig wurde eine Nationalparkverwaltung geschaffen, die aber zunächst weder genügend finanzielle Mittel noch Personal besaß, um den Park wirksam vor Bauern und Neusiedlern zu schützen. Dank der Privatinitiative Regenwald der Österreicher ist inzwischen die Situation deutlich besser geworden.

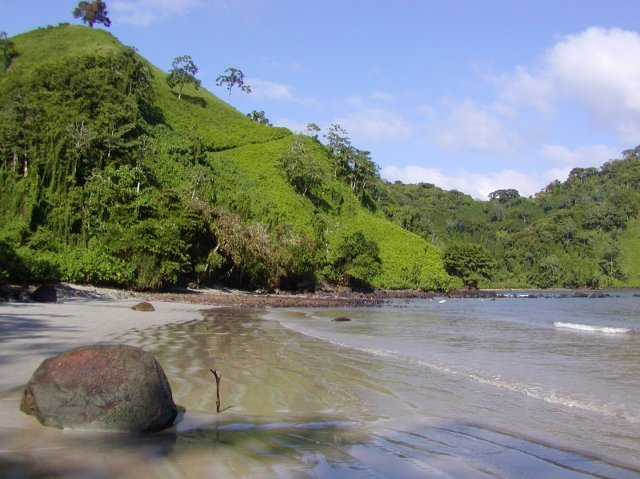
Die Cocos-Insel gehört zum UNESCO-Welterbe.

Die zu Costa Rica gehörende unbewohnte Cocos-Insel (Isla del Coco) liegt 500 Kilometer vor der Küste im Pazifischen Ozean und darf nur mit besonderer Genehmigung betreten werden. Sie ist wie auch die Nationalparks La Amistad und Guanacaste von der UNESCO zum Weltkulturerbe erklärt worden.
Vor Puerto Viejo (Puerto Viejo de Talamanca) befindet sich der Nationalpark Cahuita mit Vögeln, Schlangen, Echsen und Schmetterlingen. In den Baumwipfeln findet man Mantelbrüllaffen. Auf der küstennahen Strecke in Richtung Manzanillo herrscht in den meisten Abschnitten dichter Wald. Im Nationalen Tierschutzgebiet Gandoca-Manzanillo sind Pflanzen, Meer und Tiere geschützt. Auf der Strecke bewegen sich Tukane, Faultiere und Herden von Affen mit kräftigem Greifschwanz, die sich von Blättern ernähren. Ebenfalls häufig in diesem Teil Costa Ricas sind Weißschulterkapuzineraffen.
Die seltenen Rotrücken-Totenkopfäffchen hingegen können nur noch im südwestlichen Raum Costa Ricas, beispielsweise in den Nationalparks Manuel Antonio und Corcovado, beobachtet werden. Die vierte Affenart Costa Ricas, der Geoffroy-Klammeraffe, bevorzugt dichte Waldgebiete und ernährt sich von Insekten und kleinen Früchten.
Eine wichtige Grundlage der staatlichen Umweltpolitik war die „Initiative Frieden mit der Natur“ des Präsidenten Oscar Arias, mit der er der Umweltzerstörung ein radikales Ende setzen wollte. Im Dezember 2007 wurde das Gesetz verabschiedet. Arias erklärte 2007, dass bis zum Jahr 2021, dem 200. Jahrestag der Unabhängigkeit, das Land als erster Staat der Erde eine ausgeglichene Bilanz beim Ausstoß des Treibhausgases Kohlendioxid (CO2) erreichen wolle.
Die Energieversorgung Costa Ricas wird heute (Stand: 2018) fast ausschließlich aus erneuerbaren Energien gesichert.
2011 bezeichnete der ehemalige deutsche Bundespräsident Christian Wulff bei seinem Staatsbesuch in Costa Rica das Land als „ökologisches Vorbild“.

### Humangeografie

#### Regionen
Costa Rica ist außerdem in sechs Regionen (regiones) unterteilt: Central, Chorotega, Pacífico Central, Brunca (auch Pacífico Sur), Huetar Atlántica und Huetar Norte. Diese Regionen sind im Gegensatz zu den Provinzen keine Verwaltungseinheiten, sondern die Unterteilung wurde zum Zweck sozioökonomischer Untersuchungen vorgenommen. Jede Region umfasst mehrere Kantone verschiedener benachbarter Provinzen. Die Namen Chorotega, Brunca und Huetar sind abgeleitet von den gleichnamigen indigenen Völkern.

#### Provinzen
Costa Rica gliedert sich in sieben Provinzen (provincias).
Die Hauptstadt von Guanacaste ist Liberia, die anderen sechs Provinzen sind jeweils nach ihrer Hauptstadt benannt.
| Provinz    | Fläche (km²) | Einwohnerzahl 2018 | Einwohner (je km²) |  |
| Alajuela   | 09.758       | 1.002.900          | 101                |  |
| Cartago    | 03.125       | 0.533.800          | 170                |  |
| Guanacaste | 10.141       | 0.382.800          | 037                |  |
| Heredia    | 02.657       | 0.512.200          | 190                |  |
| Limón      | 09.189       | 0.449.800          | 048                |  |
| Puntarenas | 11.266       | 0.480.500          | 043                |  |
| San José   | 04.966       | 1.635.100          | 327                |  |

Die Provinzen sind in Kantone (cantones) untergliedert, von denen jeder wiederum in eine unterschiedliche Anzahl Distrikte (distritos) aufgeteilt wird. Genauso wie die Provinzen sind alle Kantone und Distrikte innerhalb ihrer nächsthöheren Verwaltungseinheit durchnummeriert. Insgesamt gibt es 81 Kantone und 470 Distrikte.

#### Städte
Im Jahr 2023 lebten 83 Prozent der Einwohner Costa Ricas in Städten. Die 5 größten Städte sind (Stand 30. Juni 2020):
1. San José: 1.453.500 Einwohner
2. Heredia: 367.900 Einwohner
3. Cartago: 232.300 Einwohner
4. Alajuela: 196.900 Einwohner
5. Puntarenas: 87.500 Einwohner

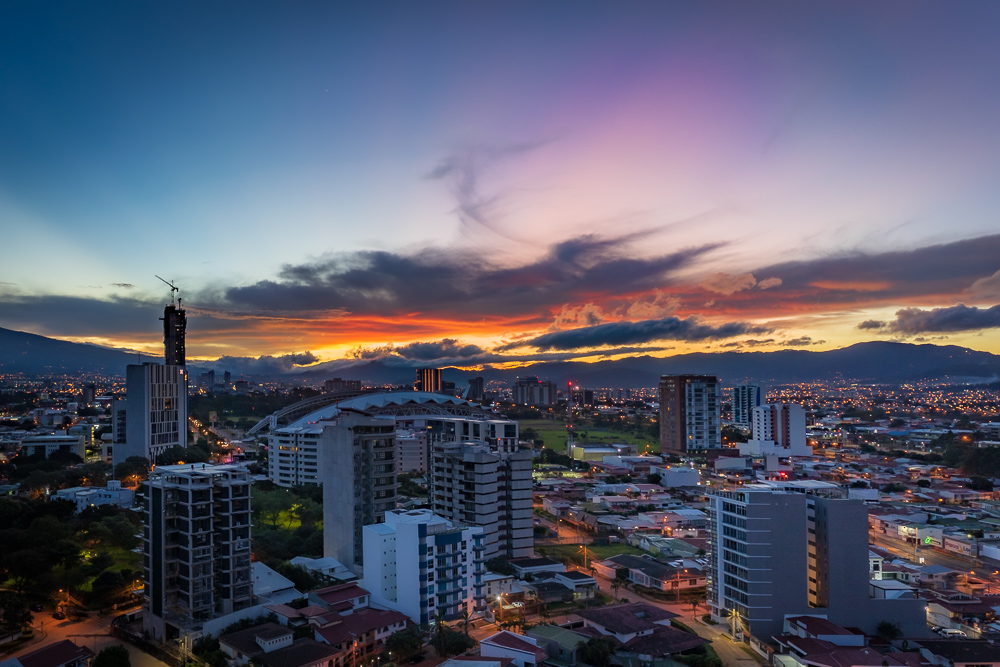
San José, die Hauptstadt des Landes und wichtigstes Wirtschaftszentrum.

Die vier größten Städte liegen dicht beieinander im Valle Central in der Landesmitte.

## Bevölkerung

### Demografie

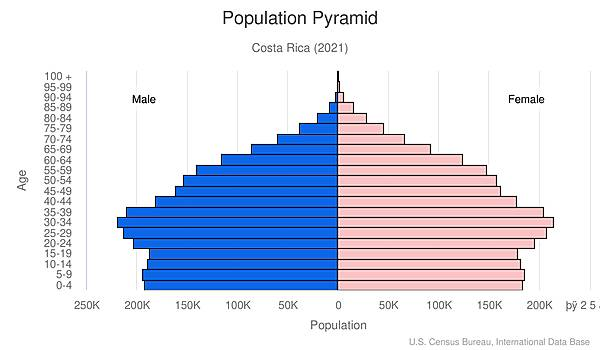
Bevölkerungspyramide von Costa Rica im Jahr 2021

Costa Rica hatte 2022 5,2 Millionen Einwohner. Das jährliche Bevölkerungswachstum betrug + 0,5 %. Zum Bevölkerungswachstum trug ein Geburtenüberschuss (Geburtenziffer: 11,7 pro 1000 Einwohner vs. Sterbeziffer: 7,1 pro 1000 Einwohner) bei. Die Anzahl der Geburten pro Frau lag 2022 statistisch bei 1,5, die der Region Lateinamerika und die Karibik betrug 1,8. Der Median des Alters der Bevölkerung lag im Jahr 2021 bei 32,9 Jahren. Im Jahr 2023 waren 19,8 Prozent der Bevölkerung unter 15 Jahre, während der Anteil der über 64-Jährigen 11,2 Prozent der Bevölkerung betrug.

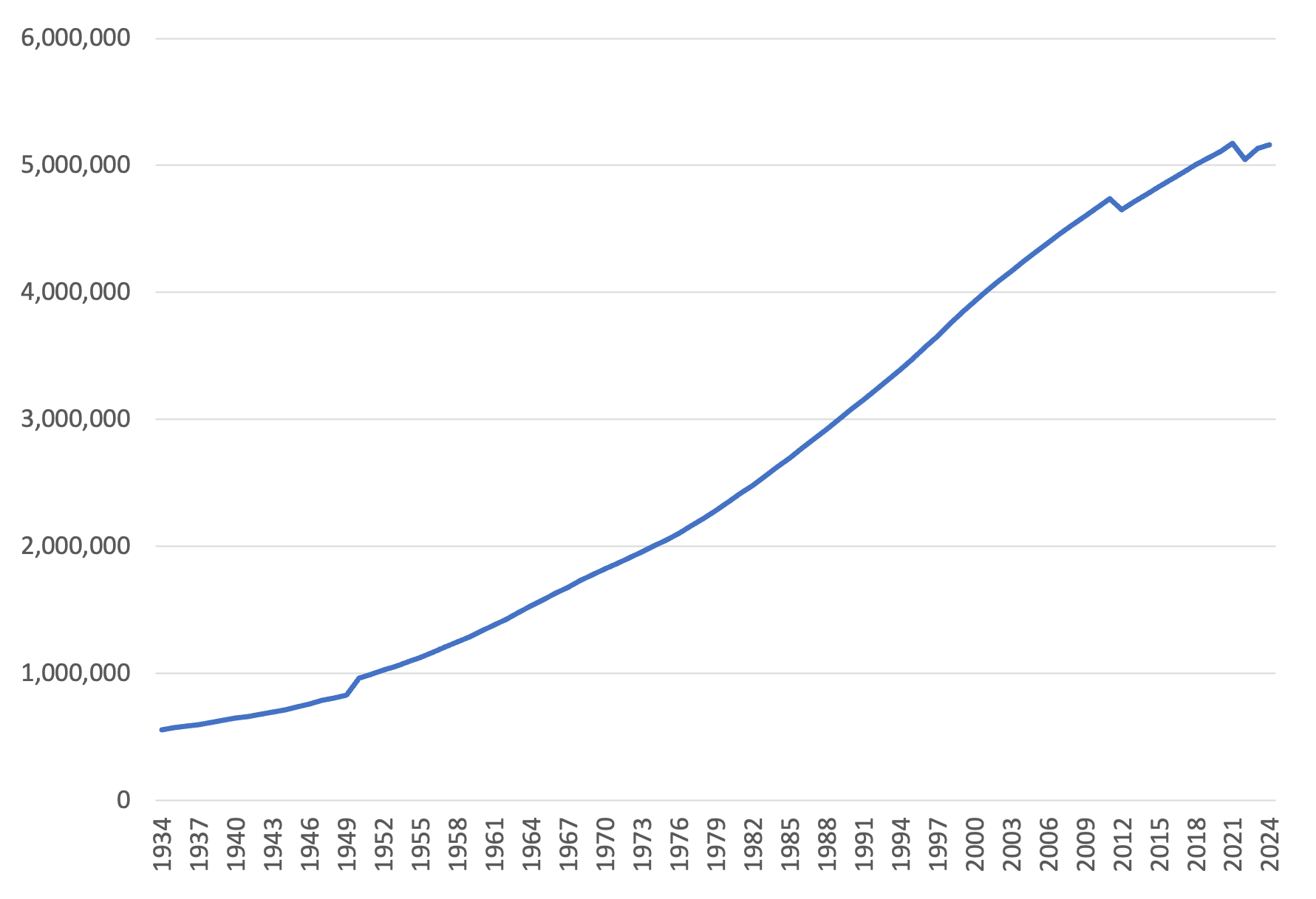
Bevölkerung von Costa Rica (1934–2024).

| Jahr | Einwohnerzahl | Jahr | Einwohnerzahl |
| ---- | ------------- | ---- | ------------- |
| 1950 | 0.959.000     | 1990 | 3.096.000     |
| 1960 | 1.333.000     | 2000 | 3.925.000     |
| 1970 | 1.849.000     | 2010 | 4.545.000     |
| 1980 | 2.389.000     | 2020 | 5.094.000     |

### Bevölkerungsstruktur

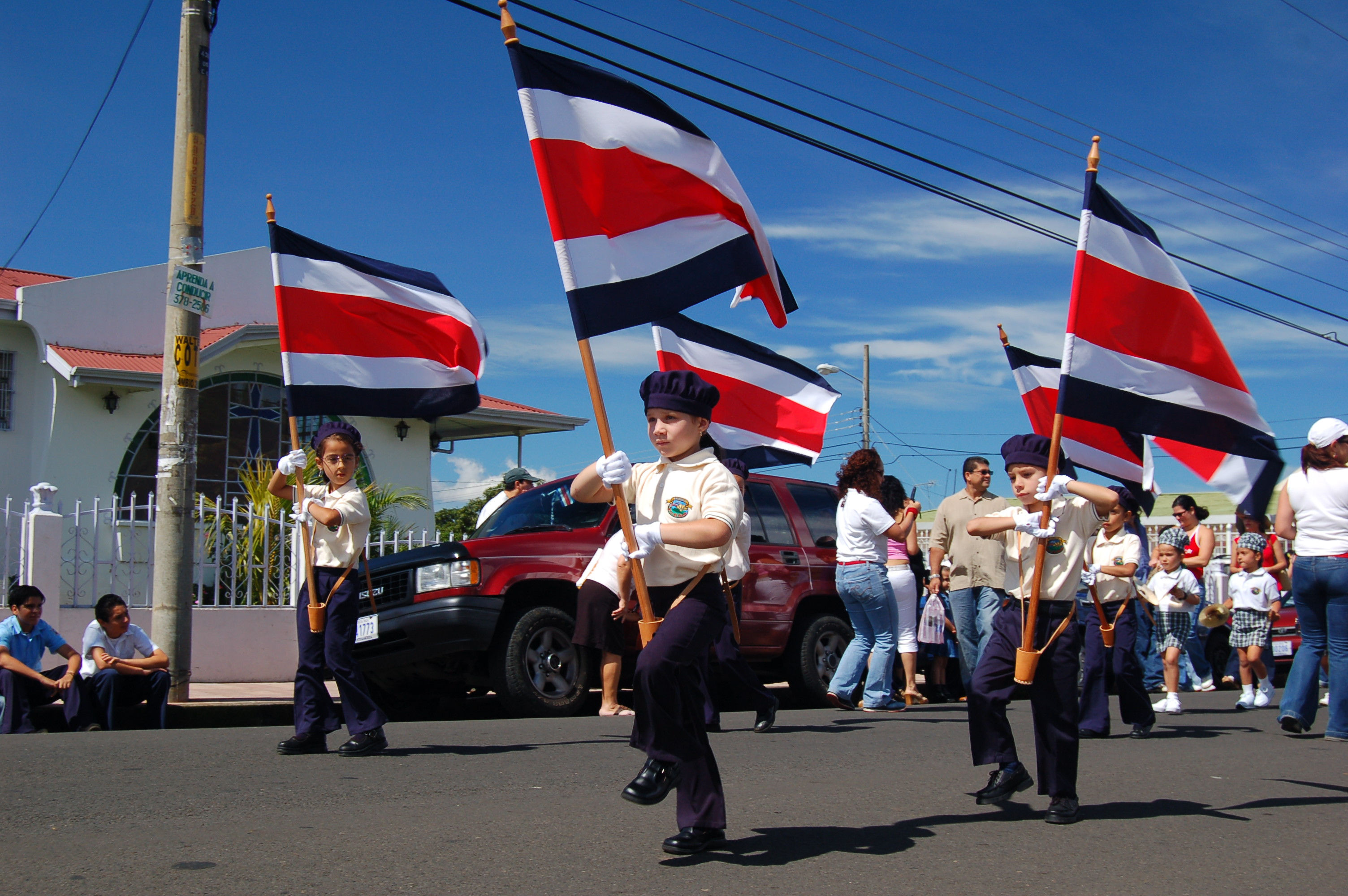
Kinder mit der Nationalflagge am Unabhängigkeitstag

Die Bevölkerung setzt sich zu etwa 67 % aus Weißen, zu etwa 17 % aus Mestizen und zu etwa 7 % aus „Mulattos“ zusammen. Umgangssprachlich werden die Einwohner Ticos und Ticas genannt. Im Jahre 2017 waren 8,2 % der Bevölkerung Migranten. Häufigste Herkunftsländer waren Nicaragua (290.000 Personen), Kolumbien (20.000) und El Salvador (10.000).
Unter den etwa 1 % Costa-Ricanern mit afrikanischer Abstammung, die vorwiegend an der Atlantikküste leben, sind viele Nachkommen eingewanderter Arbeiter von den westindischen Inseln, die daher zumeist ein englisches Kreol sprechen.
Costa Rica hat mit etwa 2,5 % den geringsten Bevölkerungsanteil rein indigener Bevölkerung unter den mittelamerikanischen Staaten. Der größte Teil der costa-ricanischen Guaymí lebt heute zurückgezogen und in Restgruppen in der Cordillera de Talamanca, die aber dennoch einem starken Assimilationsdruck ausgesetzt sind.
Im Jahr 2023 lebten 83 Prozent der Einwohner Costa Ricas in Städten. Zwei Drittel der etwa fünf Millionen Einwohner des Landes leben im klimatisch begünstigten Hochland, Siedlungsschwerpunkt ist das Valle Central, in dem die bedeutenden Städte San José, Heredia, Cartago und Alajuela liegen. Wichtige Küstenstädte sind Puerto Limón (Karibikküste) und Puntarenas (Pazifikküste). Liberia ist das wirtschaftliche Zentrum der Nordwestregion Guanacaste und verfügt neben San José als einzige weitere Stadt Costa Ricas über einen internationalen Flughafen.

### Religion

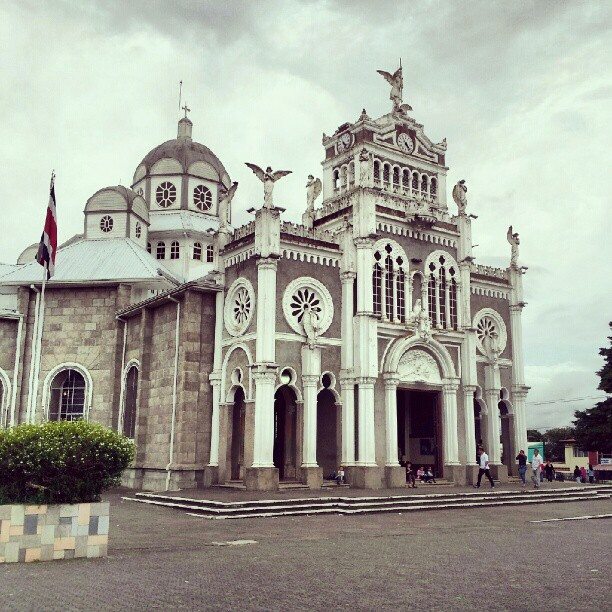
Die Basilika Nuestra Señora de los Ángeles in Cartago

Gemäß einer Umfrage per Telefon im Februar 2018 ist die Bevölkerung überwiegend christlich. 52 % der Bevölkerung bekennen sich zur römisch-katholischen Kirche, 22 % sind Protestanten, einschließlich evangelikaler und pfingstlicher Gemeinschaften. Der Anteil der Nichtreligiösen lag bei 17 % (2013 noch bei 8 %). 3 % gaben eine andere Religion an. Einige der Indigenen – insbesondere in abgelegenen Regionen – pflegen noch heute ihre traditionellen mesoamerikanischen Religionen, häufig synkretistisch vermischt mit christlichen Elementen.
Die römisch-katholische Konfession ist die Staatsreligion des Landes. Sie hat Anspruch auf staatliche Unterstützung gemäß der Verfassung von Costa Rica von 1949, die gleichzeitig die Religionsfreiheit garantiert.

### Sprache
Die offizielle Landessprache ist Spanisch mit einigen costa-ricanischen Eigenarten. An der Atlantikküste sind auch Englisch und eine englisch-basierte Kreolsprache weit verbreitet, die dem Jamaika-Patois ähnlich ist.
Das in Costa Rica gesprochene Spanisch weist einige Besonderheiten auf. Neben dem in ganz Lateinamerika üblichen ustedes („Sie“) anstelle von vosotros („ihr“) dominiert bei der Anrede einer Person das vos gegenüber dem tú (Voseo). Bekannte costa-ricanische Ausdrücke sind mae (etwa: „Kumpel“, auch als Füllwort) und ¡Pura vida! („Leben pur!“) als Ausdruck für gute Laune.

### Bildung
Die erste Universität wurde 1843 gegründet, aber 1888 wieder geschlossen. Die heute größte und renommierteste Hochschule ist die Universität von Costa Rica, gefolgt von der 1973 gegründeten Universidad Nacional de Costa Rica (UNA) in Heredia. Seit Abschaffung der Armee im Jahr 1948 nutzt Costa Rica einen Großteil des dafür angelegten Budgets für die Weiterentwicklung des Ausbildungssektors. Mit den fünf öffentlichen und mehr als 50 privaten Universitäten soll sichergestellt werden, dass sich die Zahl der Studienabgänger im Bereich Technologie und Wissenschaft erhöht. Viele Absolventen sprechen ein ausgezeichnetes Englisch.
Das Land hat ein hohes Bildungsniveau, die Analphabetenquote ist mit 4,2 Prozent nach Kuba (mit 3 %) die zweitniedrigste Mittelamerikas und eine der niedrigsten sowohl in den Industrie- als auch in den Entwicklungsländern. Es gilt eine sechsjährige Schulpflicht. Bereits 1940 wurde die erste Behindertenschule von Fernando Centeno Güell eröffnet.
Eine der bedeutendsten Bibliotheken des Landes ist die 1888 gegründete Nationalbibliothek von Costa Rica „Miguel Obregón Lizano“ im Zentrum San Josés, in der sämtliche costa-ricanischen Druckschriften bibliographiert werden und Tageszeitungen und Zeitschriften eingesehen werden können.

### Gesundheit
Schon während des Zweiten Weltkrieges war in Costa Rica ein kostenloses Gesundheitssystem eingerichtet worden, zusammen mit einem Rentensystem. Das System geriet nach 75 Jahren seines Bestehens in den 2010er-Jahren in finanzielle Schieflage, auch wegen der gestiegenen Lebenserwartung. In öffentlichen Krankenhäusern war darum meist mit langen Wartezeiten zu rechnen. Private Krankenhäuser machen der Gesundheitsversorgung in lukrativen Bereichen Konkurrenz, sind allerdings aufgrund der hohen Kosten für viele nicht bezahlbar.
Die Gesundheitsausgaben des Landes betrugen im Jahr 2021 7,6 % des Bruttoinlandsprodukts. Im Jahr 2020 praktizierten in Costa Rica 24,5 Ärztinnen und Ärzte je 10.000 Einwohner. Die Sterblichkeit bei unter 5-jährigen betrug 2022 7,7 pro 1000 Lebendgeburten. Die Lebenserwartung der Einwohner Costa Ricas ab der Geburt lag 2022 bei 77,3 Jahren (Frauen: 80, Männer: 74,8). Die Lebenserwartung sank 2021 um 2,8 % und damit mehr als sie im Zeitraum von 2000 bis 2020 angestiegen war. Die Bewohner der Halbinsel Nicoya zählten 2016 sogar zu den Langlebigsten der Welt.

## Geschichte

### Präkolumbianische Zeit
Die frühesten Spuren menschlicher Besiedlung in Costa Rica werden mit der Ankunft von Jäger- und Sammlergruppen vor etwa 12.200 Jahren in Verbindung gebracht. Im Kanton Siquirres wurden 66 menschliche Siedlungen entdeckt, in denen Grabbeigaben, Petroglyphen, Fundamente von Behausungen, Straßen, Steinwerkzeuge und Keramik gefunden wurden, die aus der paläoindianischen Periode stammen und der ethnischen Gruppe der Cabécar zuzuordnen sind, womit es sich um die älteste archäologische Stätte in Mittelamerika handelt. Zwischen 10.000 und 7.000 v. Chr. wurden im Turrialba-Tal archäologische Beweise (Herstellung von Steinwerkzeugen) gefunden, darunter Speerspitzen vom Clovis-Typ (Nordamerika) und Fischschwänze (Südamerika). Um 5000 v. Chr. begann die Landwirtschaft, die hauptsächlich auf Knollen und Wurzeln basierte. Im ersten und zweiten Jahrtausend v. Chr. gab es bereits kleine, verstreute, sesshafte Bauerngemeinschaften. Um 2000–3000 v. Chr. taucht die erste bekannte Verwendung von Keramik auf, mit Fragmenten von Töpfen, zylindrischen Gefäßen, Platones, Tecomates und anderen Gefäßformen, die mit Techniken wie Ritzen oder Rillen, Stempeln und Modellieren verziert sind.
Zwischen 500 v. Chr. und 300 n. Chr. vollzog sich ein Wandel von der Stammesorganisation hin zu einer Kazikengesellschaft mit dem Bau von Felssockeln, Hügeln, Öfen, Vorratsgruben und Statuen. In einigen Gebieten wurde Mais als Hauptanbauprodukt angebaut, während in anderen Gebieten neben der Nutzung der Küstenressourcen (Fischfang) und der Jagd ein gemischtes System existierte. In dieser Zeit wurden Artefakte aus Jade und anderen grünen Steinen, zeremonielle Metaten, Steinköpfe für Stöcke und spezielle Keramik sowie Metallgegenstände (Kupfer und Gold) hergestellt und verwendet. Dreibeinige Metaten mit hängenden Platten sind eine außergewöhnliche und einzigartige Manifestation der präkolumbischen Kunst Costa Ricas, die mit tierischen und menschlichen Elementen verziert sind. Zwischen 300 und 800 n. Chr. entstanden die ersten komplexen Häuptlingstümer mit großen Dörfern und Infrastrukturbauten (Fundamente, Dammwege und Grabhügel). Es gibt eine Siedlungshierarchie mit Haupt- und Nebendörfern, die Bildung von Erblinien und eine Spezialisierung der Arbeit, mit dem Auftreten eines Kaziken im Hauptdorf und Nebendaziken in den Nebendörfern.
Vom Jahr 800 bis zur Ankunft der Spanier im 16. Jahrhundert nahmen die Dörfer an Größe und Komplexität zu, und die regionalen Unterschiede wurden deutlicher. Das Vorhandensein zahlreicher einfacher und komplexer Friedhöfe, massiver Infrastrukturen, die Vielfalt an Haushalts- und Gebrauchsgegenständen, die Entwicklung der Goldschmiedekunst, der regionale Austausch und die Konflikte zwischen den Häuptlingstümern um Territorium und Ressourcen sind charakteristische Merkmale dieser Zeit. Die soziale Hierarchie bestand aus führenden Persönlichkeiten wie dem Kaziken und dem Schamanen und dem einfachen Volk, das sich aus Handwerkern und Bauern zusammensetzte. Gold ersetzte die Jade als Rangsymbol, insbesondere in den Regionen Central und Diquis. In der Region des Diquis-Tals werden im Delta der Flüsse Térraba und Sierpe die charakteristischen Steinkugeln hergestellt, die vermutlich als Rangsymbole und Territorialmarkierungen dienten. Weitere Steinarbeiten sind lose Figuren in Menschen- oder Tiergestalt, jaguarartige Metaten und anthropomorphe Statuen. Die südlichen und atlantischen Regionen des Landes standen unter dem Einfluss Südamerikas, da dort Gruppen lebten, die Chibcha-Sprachen. Die heutige Provinz Guanacaste wurde mit der Ankunft der Chorotegas zwischen 900 und 1000 n. Chr. zur südlichen Grenze Mesoamerikas. Die Siedlungen des vorspanischen Costa Rica dienten als kulturelle Brücke zwischen dem Süden und dem Norden des Kontinents, und die Goldschmiedekunst und das polychrome Tonhandwerk florierten und brachten großartige Ergebnisse hervor.

### Entdeckung und Eroberung – 16. Jahrhundert

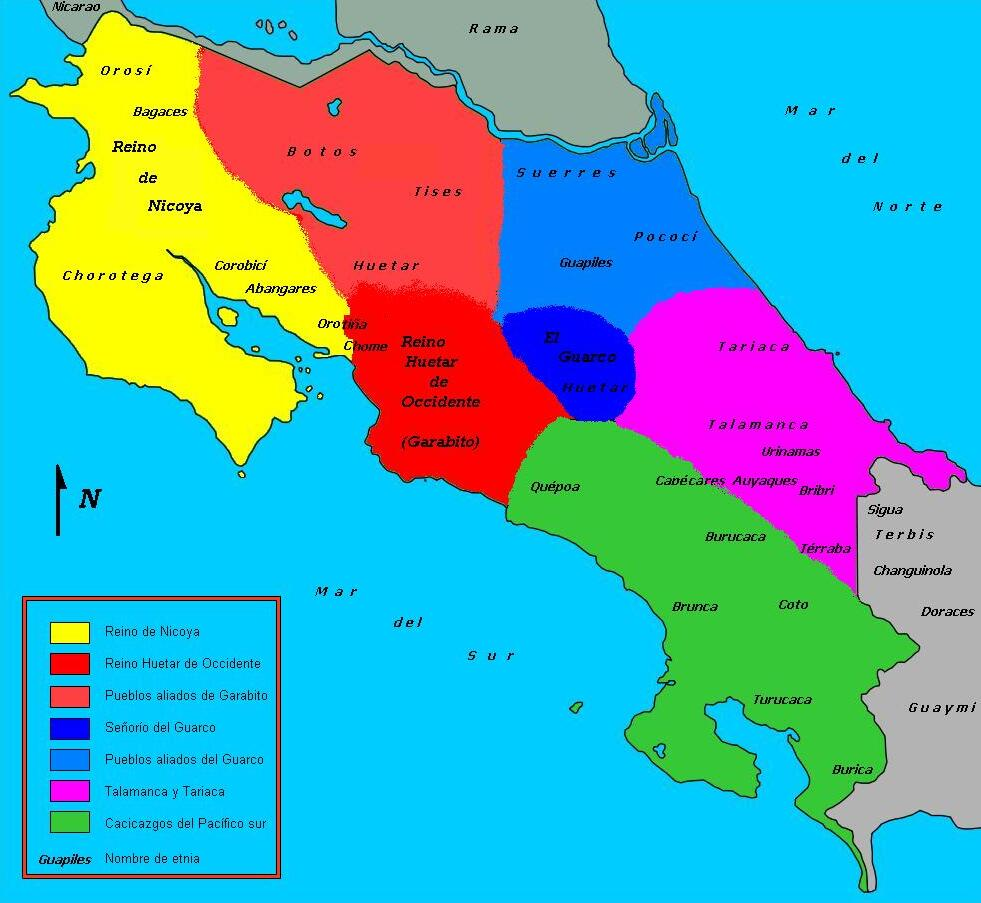
Karte der autochthonen Gesellschaften Costa Ricas im 16. Jahrhundert zur Zeit der Ankunft der Spanier (1502).

Christoph Kolumbus kam am 25. September 1502 auf seiner vierten Reise an der Atlantikküste Costa Ricas an und besuchte die Insel Uvita (von den Indianern Quiribrí genannt und von Kolumbus auf den Namen La Huerta getauft) und das Dorf Cariay. Den Tagebüchern von Kolumbus zufolge gab es in diesem Gebiet große Goldvorkommen, was Abenteurer zu weiteren Erkundungen anregte und Kolonisatoren anlockte. Auf die ersten Expeditionen von Diego de Nicuesa und Alonso de Ojeda an die Atlantikküste folgte die von Vasco Núñez de Balboa, der 1513 den Pazifik entdeckte, nachdem er den Isthmus von Panama überquert hatte. Im Jahr 1519 entdeckten Gaspar de Espinosa, Juan de Castañeda, Alonso Martín de Don Benito und Hernán Ponce de León den Golf Dulce und den Golf von Nicoya. Gil González Dávila segelte an der Pazifikküste Costa Ricas entlang, erreichte Nicoya und segelte weiter nach Nicaragua, wo er vom Kazike Nicarao reichlich geehrt wurde.
Die von González Dávila gefundenen Reichtümer veranlassten den Gouverneur von Panama, Pedrarias Dávila, eine Mission unter dem Kommando von Francisco Hernández de Córdoba zu entsenden, der die Pazifikküste entlang segelte, am Fluss Grande de Tárcoles landete und 1524 die Dörf Bruselas gründete, die erste spanische Siedlung auf costa-ricanischem Gebiet. 1534 erhielt Felipe Gutiérrez die Erlaubnis, das Gouverneurat von Veragua zu erobern, und 1538 wurde Hernán Sánchez de Badajoz Adelantado und Marschall von Costa Rica und gründete die kurzlebige Stadt Badajoz in Talamanca und den Hafen von San Marcos. Im Jahr 1540 segelte Diego de Gutiérrez entlang der Karibikküste bis zum Fluss San Juan. Er gründete die Dörfer Santiago und San Francisco auf dem Gebiet von Cartago. Dann nahm er die Caciques Camaquiri und Cocorí gefangen, um eine Belohnung zu fordern (obwohl er von den Eingeborenen gut aufgenommen wurde), und nachdem er auf seinem Weg zur Zentralkordillere in die Santa Clara-Ebene vorgedrungen war, wurde er in einen Hinterhalt gelockt und getötet. Danach gab es zehn Jahre lang keine weiteren Expeditionen in dieses Land.
Im Januar 1561 durchquerte Juan de Cavallón Nicoya und gelangte in das Zentraltal, wo er Castillo de Garcimuñoz gründete, die erste Siedlung im Zentraltal. Juan de Cavallón gilt als der erste iberische Eroberer Costa Ricas, obwohl er keine absolute Kontrolle über die indigene Bevölkerung ausüben konnte und sich mit dem Kazike Garabito, dem König der Huetares, um Vorräte streiten musste. Garabitos Reich erstreckte sich vom Virilla-Fluss bis zur Pazifikküste (Jacó und Tilarán) und von der Zentrales Vulkangebirge bis zum San Juan-Fluss, und sein Einfluss im Land war enorm, selbst bei seinen Feinden, den Chorotegas, die Nicoya kontrollierten. Garabito, ein Symbol des Widerstands der Huetar, trat nicht offen gegen die Spanier an, sondern bediente sich einer Guerillataktik mit Hinterhalten und schnellen Überfällen auf spanische Lager und Städte.

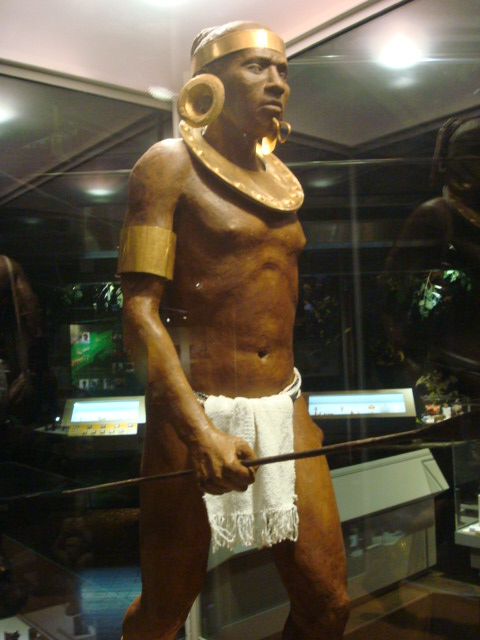
Coctú-Krieger mit Goldgegenständen. Präkolumbianisches Goldmuseum, San José.

Dulcehe war eine Prinzessin des indigenen Königreichs Quepo, das im heutigen Costa Rica liegt. Sie war die Schwester von König Corrohore. Im Jahr 1563 wurde sie von einem feindlichen Volk, den Coctú, entführt. Als Juan Vázquez de Coronado in Quepo ankam, schloss er ein Bündnis mit Corrohore. Auf der Grundlage dieses Bündnisses griffen die Spanier die Festung von Palenque an, wo die Coctú Dulcehe gefangen hielten, besiegten sie und befreiten die Prinzessin.
Im Jahr 1562 durchquerte Juan Vázquez de Coronado alle vier Seiten des costa-ricanischen Territoriums und nahm an zwei Expeditionen teil, von denen die erste von Nicaragua nach Garcimuñoz in die Nicoya-Region und anschließend nach Quepos und Coctú im zentralen Pazifik führte. In diesem Jahr wurde er zum Bürgermeister von Costa Rica und Nueva Cartago ernannt. Bei der zweiten Expedition brach er von der Mündung des Flusses Grande de Térraba bis zum Talamanca-Gebirge auf, erreichte die karibischen Ebenen und dann Garcimuñoz, das er 1564 in das Tal El Guarco verlegte und in Cartago umbenannte. Vázquez de Coronado gilt als der eigentliche Eroberer Costa Ricas, da er die Eingeborenen befriedete, ihr Vertrauen und ihre Unterstützung gewann, den Dialog statt der Gewalt einsetzte und die Freundschaft zwischen Spaniern und Ureinwohnern herstellte, und weil er derjenige war, der das Gebiet Costa Ricas am besten kannte. Später wurde er zum Gouverneur und Adelantado der Provinz Costa Rica ernannt, trat das Amt aber nicht an, als er 1565 beim Untergang seines Schiffes starb. In seiner Abwesenheit begannen die spanischen Soldaten, die Eingeborenen zu unterdrücken, die sich im ganzen Land erhoben und 1566 Cartago belagerten, so dass ein neuer Gouverneur ernannt wurde, Perafán de Rivera, der Cartago 1568 befreite und ein Jahr später die Eingeborenen der Encomienda unterwarf und das Land unter den Eroberern aufteilte, was den Beginn der Kolonialzeit markierte.

### Zeit des Vizekönigreichs (1573–1821)

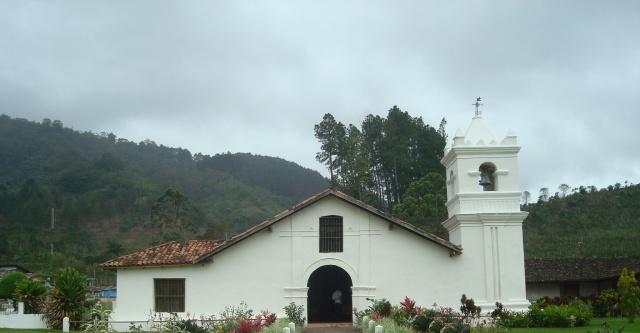
Die Kirche St. Josef in Orosi, fertiggestellt 1743.

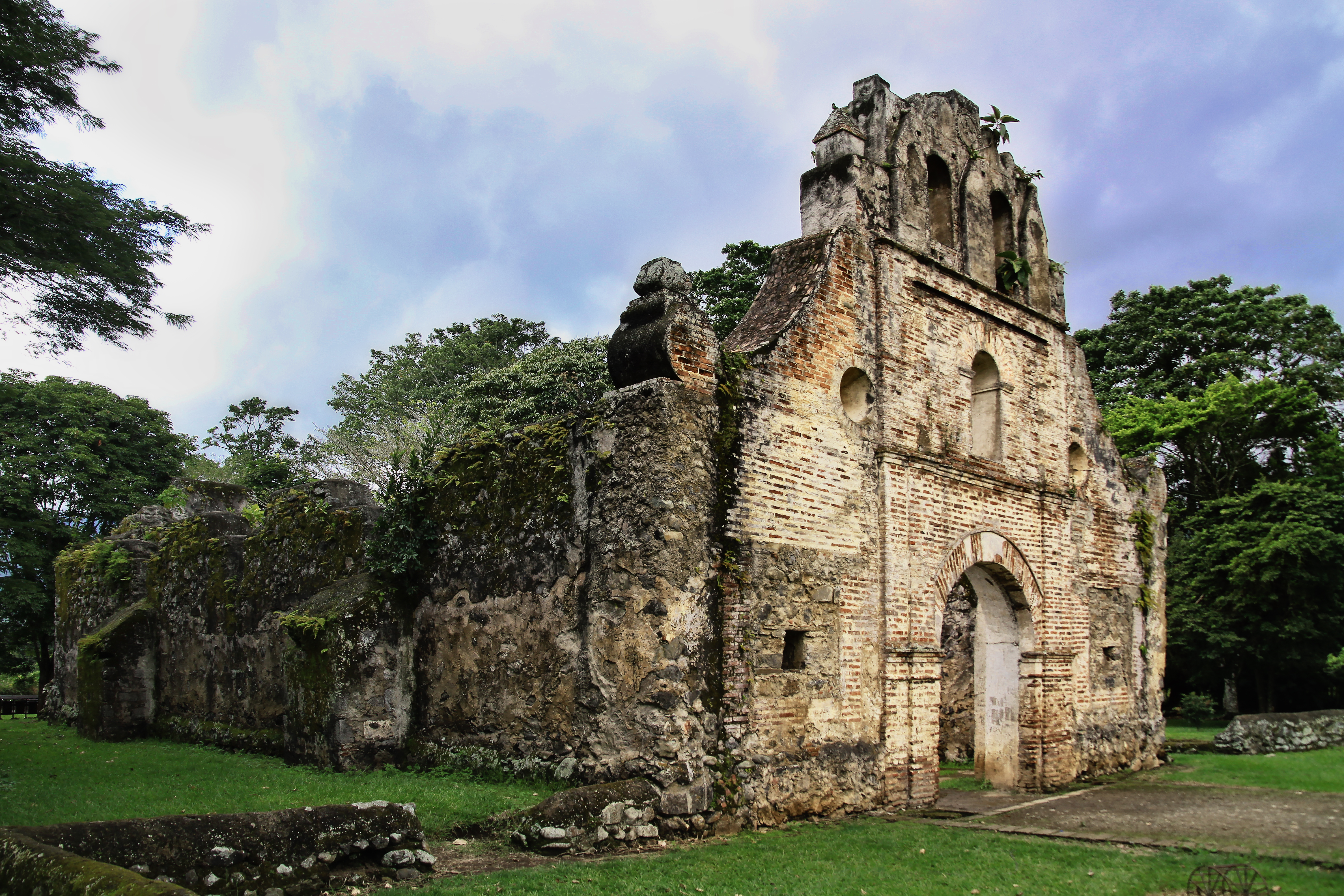
Ruinen der Kirche der Unbefleckten Empfängnis in Ujarrás, erbaut zwischen 1686 und 1693.

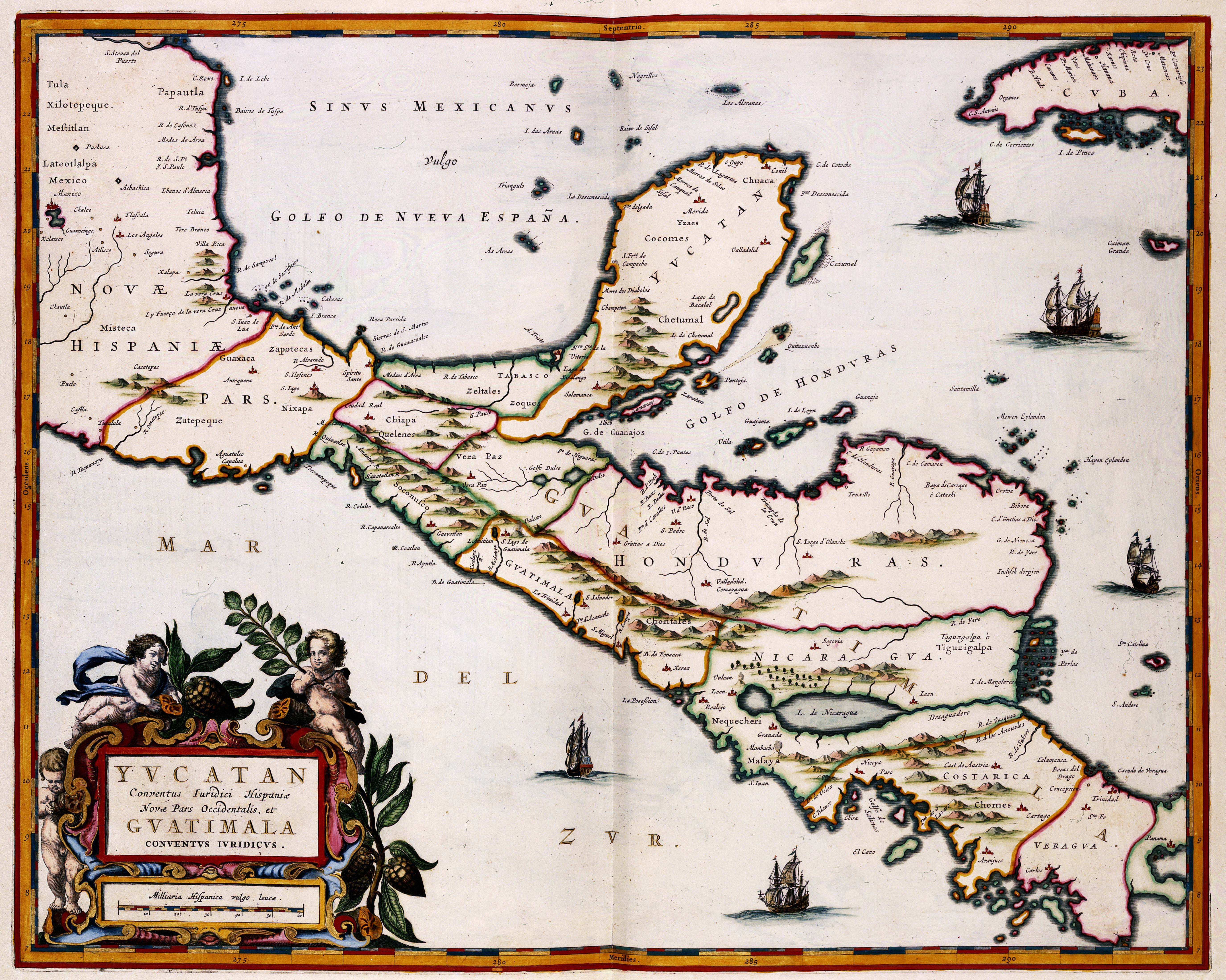
Die Provinz Costa Rica im Jahr 1662.

Seit 1574 war Costa Rica die südlichste Dependance des Generalkapitanats Guatemala, das zum Vizekönigreich Neuspanien gehörte, und behielt diesen Status bis zur Unabhängigkeit. Die Abgeschiedenheit von Guatemala-Stadt, die geringe Anzahl von Beamten und Kirchenvertretern sowie der Mangel an landwirtschaftlichen und mineralischen Reichtümern führten dazu, dass Costa Rica von den spanischen Behörden völlig im Stich gelassen wurde, so dass es sich viel autonomer entwickeln konnte als andere mittelamerikanische Provinzen. Das relative Interesse der iberischen Kolonisatoren an dieser Region veränderte bestimmte Situationen, die für andere Nationen charakteristisch waren, und verlieh Costa Rica bestimmte Besonderheiten. Einige Forscher sind der Ansicht, dass ein Teil der nationalen Eigenart in der Zeit des Vizekönigtums entstand, als die materielle Not für alle gleich groß war und der Provinzgouverneur wie auch die einfachsten Bauern, Sklaven und Indianer, in Ermangelung einer starken indigenen und afrikanischen Arbeiterschaft für ihren eigenen Lebensunterhalt und den ihrer Familien sorgen mussten, wodurch eine egalitärere Gesellschaft entstand, die weniger vom Kastensystem geprägt war. Andere Studien zeigen, dass sich im kolonialen Costa Rica, vor allem ab dem 17. Jahrhundert, eine ausgeprägte soziale Differenzierung herausbildete, mit einer Handels- und Landelite, die die Wirtschaft und die Innenpolitik nach eigenem Gutdünken kontrollierte.
Um die zunehmend verstreute Bevölkerung zu konzentrieren, ordneten die zivilen und kirchlichen Behörden die Gründung von Kirchen, Oratorien und Pfarreien im Zentraltal an: Villa Vieja (1707, heute Heredia); Villa Nueva de la Boca del Monte (1738, heute San José); Villa Hermosa (1782, heute Alajuela). Im Pazifik war Esparza die wichtigste Stadt, die jedoch aufgrund von Piratenangriffen entvölkert wurde, so dass viele Menschen in das Bagaces-Tal zogen, wodurch 1751 die Bevölkerung von Cañas entstand. In der zweiten Hälfte des 18. Jahrhunderts wurde der Hafen von Puntarenas aktiv, vor allem im Tabakhandel, aber er wurde erst 1814 offiziell zum Hafen erklärt. In Nicoya führte der Viehhandel mit Nicaragua zu einem starken Einfluss dieser Provinz auf die gesamte Region bis hin zum Tempisque-Tal, das jedoch nur verstreut besiedelt war, so dass 1769 an einer wichtigen Kreuzung eine Einsiedelei gegründet wurde, aus der die Stadt Liberia hervorging.
Im Jahr 1812, als Tomás de Acosta y Hurtado de Mendoza Gouverneur war, wurde der Presbyter Florencio del Castillo zum Abgeordneten der Cortes von Cádiz für die Provinz Costa Rica und den Partido de Nicoya ernannt, da es aufgrund der geringen Bevölkerungszahl der beiden Departements nicht möglich war, für jedes einen Vertreter zu benennen. In dieser Zeit wurde im Zentraltal der Kaffee eingeführt, der für die künftige Entwicklung des Staates nach der Unabhängigkeit von entscheidender Bedeutung sein sollte.

### Unabhängigkeit

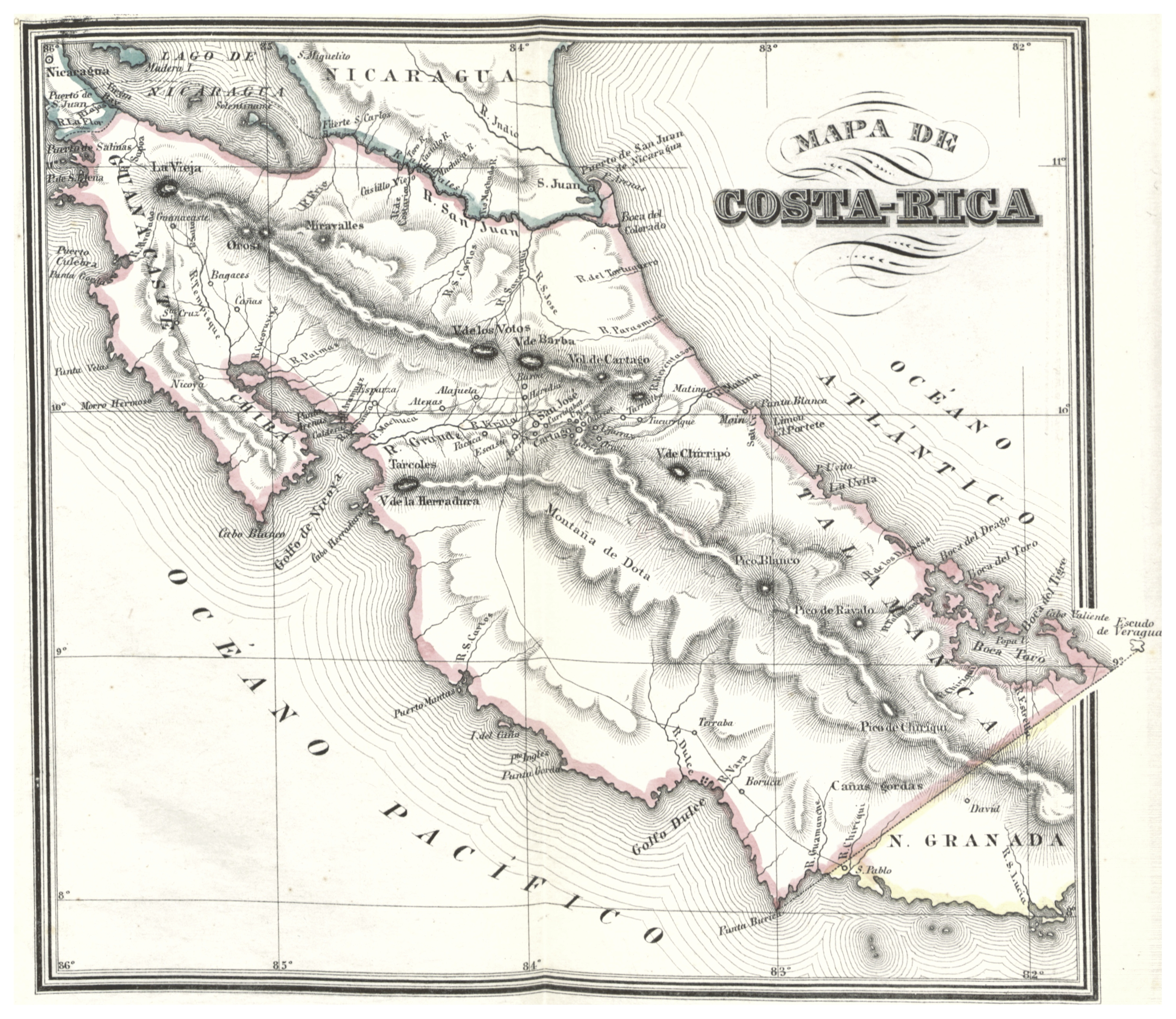
Republik Costa Rica (in den Grenzen von 1850)

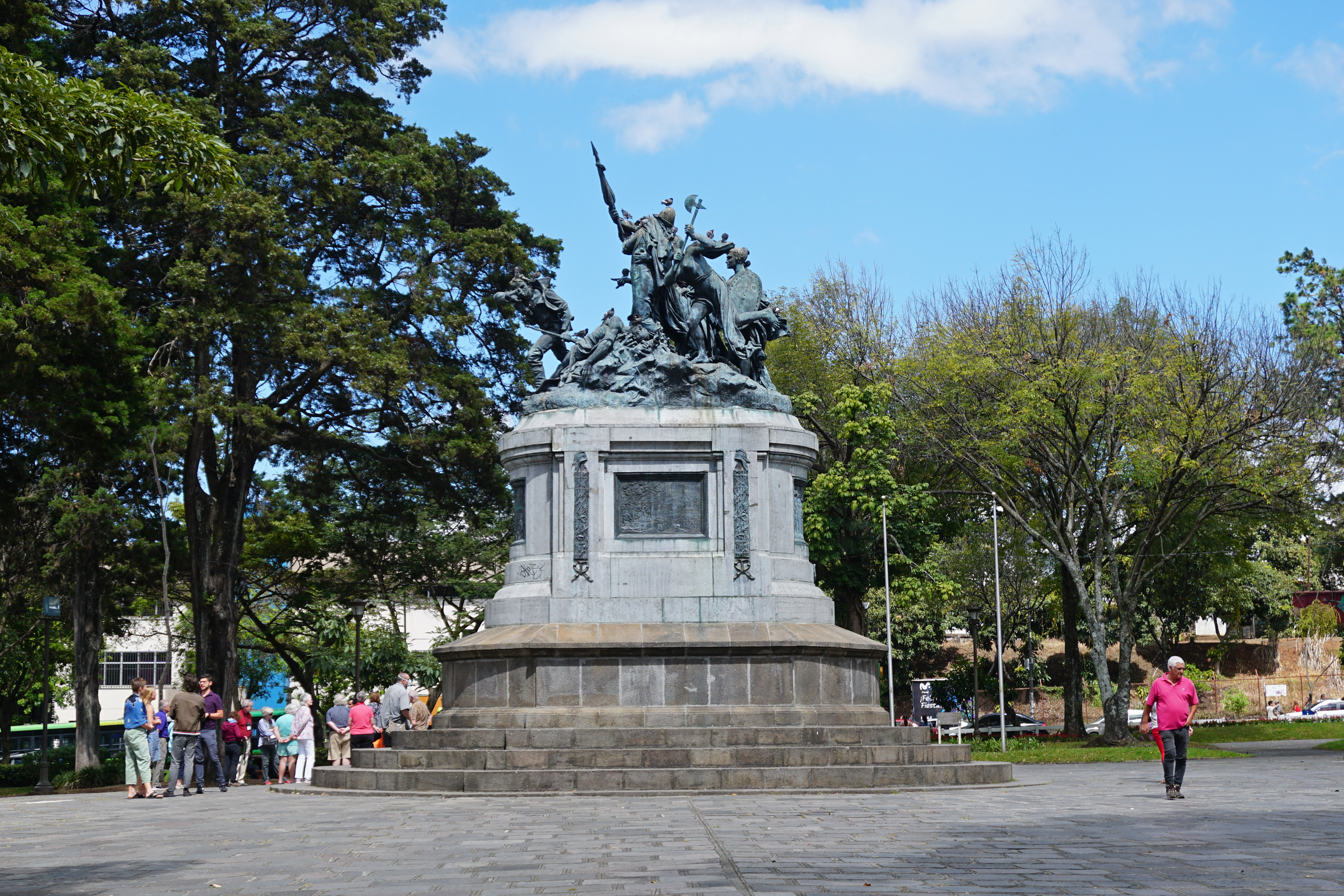
Nationalmonument von Costa Rica (Monumento Nacional de Costa Rica) von Louis-Robert Carrier-Belleuse in der Hauptstadt San José

Am 15. September 1821 erhielt Costa Rica die Unabhängigkeit von der ehemaligen Kolonialmacht Spanien. Die Geschichte Costa Ricas ist für mittelamerikanische Verhältnisse eine Erfolgsgeschichte. Seit dem späten 19. Jahrhundert gab es nur zwei kurze Perioden der Gewalt, die die Demokratisierung des Landes beeinträchtigten.

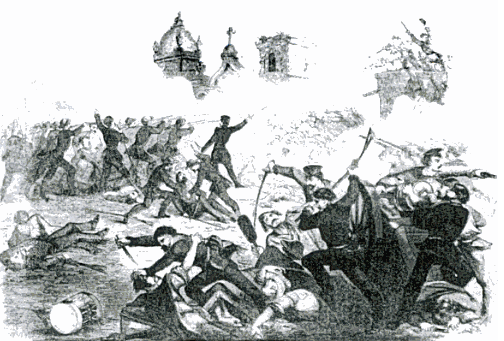
Zweite Schlacht von Rivas, zeitgenössische Illustration 1856

In der Nationalkampagne von 1856/57, die gegen den US-amerikanischen Filibuster William Walker gerichtet war, kamen durch das Einschleppen der Cholera aus dem Kriegsgebiet in Nicaragua nach der Zweiten Schlacht von Rivas 10 % der Bevölkerung ums Leben. An die Vertreibung Walkers erinnert seit 1895 das Nationalmonument von Costa Rica im Stadtzentrum von San José.
Von 1917 bis 1919 übte Federico Alberto Tinoco Granados eine Militärdiktatur aus, die jedoch von den Vereinigten Staaten nicht als legitime Regierung anerkannt wurde, aber die Unterstützung der in Costa Rica einflussreichen United Fruit Company besaß. Letztlich sah sich Tinoco gezwungen, ins Exil nach Frankreich zu gehen.
Im Februar/März 1921 eskalierte ein seit langem andauernder Grenzkonflikt mit Panama im so genannten Guerra de Coto, in dem costa-ricanische Truppen die Grenze überschritten. Daraufhin wurden panamaische Polizisten – die Republik Panama besaß zu diesem Zeitpunkt keine Streitkräfte – gegen die Invasoren eingesetzt. Nach einigen Scharmützeln wurde der Konflikt durch das Erscheinen des US-amerikanischen Schlachtschiffs Pennsylvania im Rahmen der Kanonenbootpolitik beendet und der Status quo ante wiederhergestellt.
Von 1936 bis 1940 amtierte in Costa Rica der autoritäre Präsident León Cortés, dem Sympathien für den Nationalsozialismus nachgesagt wurden. Umstritten ist dabei insbesondere die Rolle des deutschen Einwanderers Max Effinger, der unter Cortés das Amt des Direktors für öffentliche Arbeiten ausübte. Unter seinem Nachfolger, Rafael Calderón Guardia, vollzog das Land einen außenpolitischen Kurswechsel und orientierte sich nun stärker an den Vereinigten Staaten. Im Dezember 1941, nach dem Angriff auf Pearl Harbor, trat Costa Rica als erstes zentralamerikanisches Land in den Zweiten Weltkrieg ein. Deutsche, italienische und japanische Staatsbürger wurden nun überwacht und ihr Vermögen unter staatliche Kontrolle gestellt.
Von direkten Kriegshandlungen blieb Costa Rica praktisch verschont. Die einzige Ausnahme bildete die Versenkung des panamaischen Frachtschiffs San Pablo am 2. Juli 1942 vor dem Hafen von Puerto Limón durch das deutsche U-Boot U 161. Die Versenkung löste in Costa Rica Empörung aus und führte zu Krawallen, die vorzugsweise gegen die Geschäfte von italienischen und deutschen Residenten bzw. Einwanderern gerichtet waren.
1948 erfolgte nach gewaltvollen Wahlen und Wahlbetrug ein sechswöchiger Bürgerkrieg mit etwa 2000 Toten.
Am 1. Dezember 1948 – Día de la Abolición del Ejército – wurde nach einem Friedensvertrag eine neue Verfassung eingeführt und das Militär auf Initiative von José Figueres Ferrer mit Wirkung zum 8. Mai 1949 abgeschafft
Das Wahlrecht war während des gesamten 19. Jahrhunderts durch Besitz- und Bildungsqualifikationen beschränkt gewesen. Frauen waren bis 1847 implizit, seither explizit vom Wahlrecht ausgeschlossen. Die Einführung des Frauenwahlrechts erfolgte 1949. Die Verfassung von 1949 schrieb zunächst das allgemeine aktive und passive Wahlrecht für alle Männer und Frauen ab 20 Jahren fest. Am 20. Juni 1949 wurde ein Gesetz eingeführt, das Staatsbürgerschaft als einen Komplex von Pflichten und politischen Rechten definierte, der für alle Staatsangehörigen über 18 Jahre unabhängig vom Geschlecht galt. Dieses Gesetz wurde mit einem Abstimmungsergebnis von 33 zu 8 angenommen.
In den folgenden Jahrzehnten war Costa Rica von Frieden und Wohlstand geprägt.
Es wurde ein umfassendes Sozialpaket geschnürt, ein vorbildliches Bildungssystem wurde eingerichtet.

## Politik

### Politisches System
Basis des politischen Systems Costa Ricas ist seine Verfassung von 1949. Costa Rica ist eine demokratische Präsidialrepublik. Der Präsident repräsentiert das Land und führt die Regierung. Er und seine zwei Stellvertreter werden alle vier Jahre vom Volk direkt gewählt. Der Präsident kann nach einer Legislaturperiode zunächst nicht wiedergewählt werden. Seit April 2022 ist Rodrigo Chaves von der sozialdemokratischen PPSD, der mit knapp 52,9 Prozent der Stimmen gewählt wurde, der Amtsinhaber und Stephan Brunner Neibig sein erster Stellvertreter.
Der nationale Gesetzgeber ist die Asamblea Legislative de Costa Rica, ein Einkammer-Parlament, das aus 57 Abgeordneten besteht und alle vier Jahre nach Verhältniswahl gewählt wird. Das Frauenwahlrecht wurde 1949 eingeführt.
Das deutsche Auswärtige Amt sieht Costa Rica als Stabilitätsanker in Zentralamerika, in dem Presse-, Meinungsfreiheit und Menschenrechte geachtet werden.

### Politische Indizes
| Name des Index                     | Indexwert    | Weltweiter Rang | Interpretationshilfe | Jahr |
| ---------------------------------- | ------------ | --------------- | --- | ---- |
| Fragile States Index               | 39,4 von 120 | 150 von 179     | Stabilität des Landes: sehr stabil 0 = sehr nachhaltig / 120 = sehr alarmierend Rang: 1 = fragilstes Land / 179 = stabilstes Land | 2024 |
| Demokratieindex                    | 8,29 von 10  | 18 von 167      | Vollständige Demokratie 0 = autoritäres Regime / 10 = vollständige Demokratie                                                     | 2024 |
| Freedom in the World Index         | 91 von 100   | —               | Freiheitsstatus: frei 0 = unfrei / 100 = frei                                                                                     | 2024 |
| Rangliste der Pressefreiheit       | 73,1 von 100 | 36 von 180      | Zufriedenstellende Lage für die Pressefreiheit 100 = gute Lage / 0 = sehr ernste Lage                                             | 2025 |
| Korruptionswahrnehmungsindex (CPI) | 58 von 100   | 42 von 181      | 0 = sehr korrupt / 100 = sehr sauber                                                                                              | 2024 |

### Menschenrechte

#### Indigene Bevölkerungsgruppen
Indigene Gruppen wehrten sich seit den 1990er Jahren gegen den geplanten Staudamm im bewaldeten Térraba-Tal im Süden Costa Ricas. 2006 wurde das Projekt ohne ihre Zustimmung beschlossen. Das El-Diquis-Wasserkraftwerk soll 680 Megawatt Strom produzieren, wovon 90 Prozent für den Export bestimmt sind. Für den Stausee wurden 2200 Hektar Waldfläche in technische Nutzfläche umgewandelt, wobei das geschlagene Tropenholz zusätzlich zur weiteren wirtschaftlichen Prosperität des Landes beitrug. Der restliche Wald im Térraba-Tal ist das geschützte Reservat der Teribe, einer indigenen Gruppe von noch 750 Personen (Stand 2011). Die Teribe siedeln seit Jahrhunderten in dem Gebiet, das einst 9000 Hektar umfasste. Dem Stamm sind noch 10 Prozent geblieben. Auf dem Rest siedelten nach costa-ricanischem Recht illegal nichtindigene Siedler. Der costa-ricanische Staat ließ sie gewähren.

#### Prostitution
Prostitution wird nach costa-ricanischem Gesetz geduldet. In größeren Städten wie San José sind Prostituierte in einigen Zonen auf der Straße anzutreffen, und Sextourismus insbesondere durch nordamerikanische Touristen ist üblich. Prostitution ist in einigen Touristenhotels geduldet. Kinderprostitution wird seit Jahren von der Regierung bekämpft. Die Kinderschutzorganisation ECPAT versucht mit einem Code of Conduct für Angestellte von Tourismusunternehmen, Hotels, Autoverleihen, Taxi-Firmen, Schiffs-Betreibern und anderen im Tourismusgeschäft Tätigen ebenso die Aufmerksamkeit für das Problem zu erhöhen.

#### Medien
Die Presse des Landes zählt zu den freiesten der Welt und ist die freieste des amerikanischen Kontinents.

### Sicherheit
Präsident José Figueres Ferrer (1948–1949, 1953–1958, 1970–1974) ließ nach dem Beitritt zum TIAR-Pakt die Armee am 8. Mai 1949 per Verfassung abschaffen und investierte die hierdurch freigesetzten Gelder in den Aufbau des Bildungs- und Gesundheitswesens. Grenzschutzaufgaben hat die Polizei übernommen. Allerdings existierte von 1949 bis 1996 eine paramilitärische Polizeitruppe, die Guardia Civil de Costa Rica mit einer Stärke von zeitweise bis zu 8400 Mann.
1983 verkündete Präsident Luis Alberto Monge angesichts der Verschärfung der Bürgerkriege in Zentralamerika (v. a. in Nicaragua) die dauernde, aktive und unbewaffnete Neutralität des Landes. Unabhängig davon bildete die Guardia Civil 1985/86 aufgrund des Contra-Kriegs eine Spezialeinheit, das Batallon Relámpago („Blitz-Bataillon“), zur Sicherung der Grenze nach Nicaragua.
Präsident Óscar Arias Sánchez erhielt 1987 für sein Engagement für die friedliche Beilegung von Konflikten in Mittelamerika den Friedensnobelpreis.
Costa Rica wurde auch die „Schweiz Mittelamerikas“ genannt, wegen der bergigen Landschaft und auch wegen des relativen Wohlstands und der oben genannten Neutralität, die sich im Gegensatz zur Schweiz bislang auch durch die Abwesenheit einer Armee ausdrückte.
Am 1. Juli 2010 genehmigte das Parlament Costa Ricas auf Antrag der Präsidentin des Landes, Laura Chinchilla, die Stationierung von bis zu 46 Kriegsschiffen und 7000 Soldaten der USA in Costa Rica. Diese sollen den von Kolumbien ausgehenden Drogenschmuggel bekämpfen. Die Opposition sah durch „das kriegerische Potenzial“ die nationale Souveränität des Landes verletzt und reichte Klage beim Verfassungsgericht ein. Die Stationierung wurde zunächst auf einen Zeitraum von sechs Monaten bis zum 31. Dezember 2010 befristet. Seither wird sie um jeweils sechs Monate verlängert. Die Journalistin Eva Golinger wies darauf hin, dass in einem offiziellen Dokument, das die amerikanische Botschaft an das Ministerium für Sicherheit in Costa Rica geschickt hat, die uneingeschränkte Straflosigkeit von US-Soldaten zu einer Voraussetzung des Einsatzes gemacht wird, wie das bei allen Auslandseinsätzen des US-Militärs üblich ist: „Das Personal der Vereinigten Staaten in Costa Rica genießt Bewegungsfreiheit und das Recht, jeder Tätigkeit nachzugehen, die für die Erfüllung seiner Mission notwendig ist.“
Seit 1996 ist statt der Guardia Civil die Fuerza Pública de la República de Costa Rica für die innere Sicherheit zuständig. Seit 2007 gibt es in San José eine spezielle Touristenpolizei (Notruf 911).
Das Auswärtige Amt warnt vor Kriminalität, insbesondere Gewaltkriminalität in San José (dort insbesondere in der Umgebung der Busbahnhöfe) sowie zwischen Jacó und Quepos, an den Stränden in der Provinz Guanacaste am Pazifik und u. a. in Cahuita und Puerto Viejo südlich von Limón. Auch vor Entführungen wird gewarnt.
Zwischen 2012 und 2022 stieg die Mordrate in Costa Rica um 66,5 % an. Die Morde stehen mehrheitlich im Zusammenhang mit der Drogenkriminalität.

### Außenbeziehungen
Am 7. Oktober 2007 fand in Costa Rica eine Volksabstimmung (Referendum) über ein Freihandelsabkommen mit den Vereinigten Staaten von Amerika, Zentralamerika und der Dominikanischen Republik statt (Tratado de Libre Comercio con los Estados Unidos, Centroamérica y República Dominicana, kurz TLC), die mit einer knappen Mehrheit von 51,6 % der abgegebenen Stimmen akzeptiert wurde. Vor dem Referendum über das TLC fanden zahlreiche Diskussionen unter breiter Anteilnahme der Bevölkerung im Fernsehen und im Radio, aber auch in Kirchen, Schulen, Universitäten und auf öffentlichen Plätzen statt. Die Kampagne für das TLC wurde vor allem vom damaligen Präsidenten und Friedensnobelpreisträger Óscar Arias Sánchez und seiner Partei PLN getragen, aber auch von Intellektuellen, Politikern und Wirtschaftsvertretern unterstützt (so von dem Ex-Wirtschaftsminister Alfredo Volio). Die Kampagnen gegen das TLC wurden von der Oppositionspartei Partido Acción Ciudadana (PAC) und deren Vertretern Ottón Solís und José Miguel Corrales unterstützt. Es bildeten sich auch verschiedene private Initiativen gegen das TLC, die unter dem Slogan „¡Mi corazón dice no!“ (Mein Herz sagt nein!) zusammengefasst waren. Nach dem Referendum kam es zu keinen nennenswerten Krawallen oder Zerstörungen, obwohl die Debatten zuvor teilweise recht emotional waren.
Costa Rica ist Mitglied der CELAC. Die OECD kündigte im Mai 2013 an, dass 2015 Beitrittsgespräche mit Costa Rica beginnen sollen. Am 25. Mai 2021 erfolgte der Beitritt zur OECD.

### Nachhaltigkeit
Im Oktober 2019 beschloss die Legislative, Plastikstrohhalme, -taschen sowie Einwegplastik zu verbieten. Alvarado räumte dem Umweltschutz weiterhin größere Priorität ein und unterzeichnete im November 2018 mehrere Exekutiverlasse, von denen einer gebrauchte Elektrofahrzeuge im Wert von weniger als 30.000 USD von der Zahlung der Verbrauchssteuer oder der „Steuer auf den selektiven Verbrauch“ bei der Einfuhr ins Land befreit.

## Wirtschaft

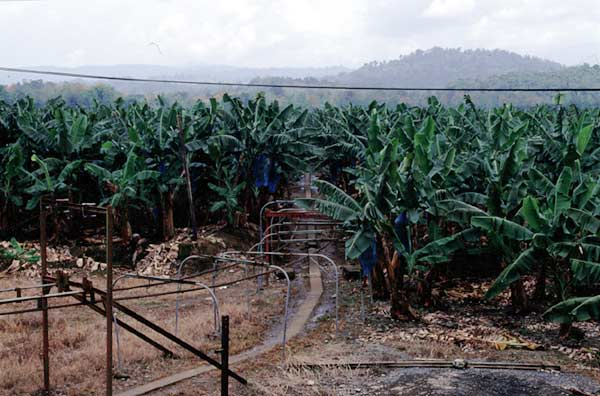
Bananenplantage in Costa Rica

Bevölkerungsentwicklung x1000

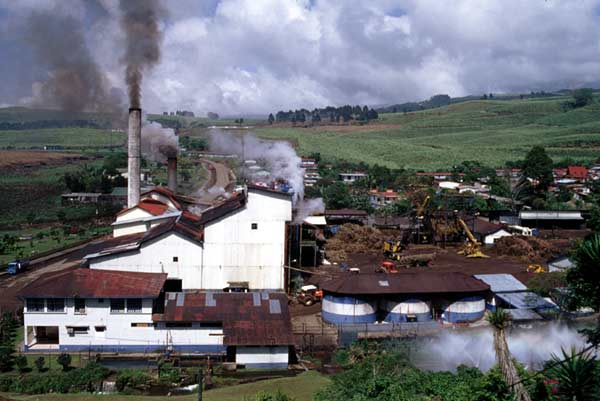
Zuckerplantage und -fabrik in Costa Rica

Die Handelsbilanz Costa Ricas ist traditionell negativ.
Obwohl Costa Rica immer noch stark landwirtschaftlich geprägt ist, konnten auch andere Wirtschaftssektoren ausgebaut werden. Wichtigster Devisenbringer des Landes ist inzwischen der Tourismus, der 2009 mit 1,9 Millionen Besuchern 6,6 % des BIP ausmachte. Eine wichtige Rolle nimmt hierbei der Ökotourismus ein, zu dessen Unterstützung u. a. der von der Atlantikküste zur Pazifikküste verlaufende Camino de Costa Rica geschaffen wurde. Daneben wurde auch der High-Tech-Sektor ausgebaut; zweitwichtigster Devisenbringer des Landes ist eine Chipfabrik der Firma Intel. Der Anteil der Landwirtschaft am Bruttoinlandsprodukt betrug im Jahre 2009 8,8 % (1965 noch 23,5 %) während die Industrie 26 % und die Dienstleistungen 61,1 % zum Bruttoinlandsprodukt beitrugen. Die meisten Industriebetriebe konzentrieren sich auf der zentralen Hochebene um die Hauptstadt San José. Der Bananenanbau in ausgedehnten Plantagen befindet sich traditionell an der Karibikküste um den Hafen Puerto Limón und neuerdings auch an der Pazifikküste um die Hafenstadt Golfito.
Am 7. Oktober 2007 hat Costa Rica in einem Referendum dem Freihandelsvertrag Cafta mit den USA zugestimmt.
Die Wertpapierbörse des Landes ist seit 1976 die Bolsa Nacional de Valores.
Im Global Competitiveness Index, der die Wettbewerbsfähigkeit eines Landes misst, belegt Costa Rica Platz 47 von 137 Ländern (Stand 2017–2018). Der Index für wirtschaftliche Freiheit 2024 des Landes war der 37 höchste von 176 Ländern.
Die Arbeitslosigkeit ist seit 2007 stark gestiegen. Die Arbeitslosenquote beträgt offiziell ca. 8 %, liegt bei Jugendlichen jedoch weitaus höher. Viele Kinder und Jugendliche der Armenviertel in San José sind in kriminellen Straßenbanden organisiert (sog. chapulines, „Kapuzenträger“). Raub und Drogenhandel spielen eine große Rolle. Durch die Deportation jugendlicher Straftäter aus den USA hat sich die Situation verschlechtert.
| Jahr                                    | 2010   | 2015   | 2016   | 2017   | 2018   | 2019   | 2020   | 2021   | 2022   | 2023   |
| --------------------------------------- | ------ | ------ | ------ | ------ | ------ | ------ | ------ | ------ | ------ | ------ |
| BIP in Mrd. USD (Kaufkraftparität)      | 69,1   | 90,3   | 95,0   | 100,7  | 106,6  | 116,7  | 111,3  | 122,2  | 136,8  | 149,0  |
| BIP pro Kopf in USD (Kaufkraftparität)  | 15.163 | 18.616 | 19.350 | 20.280 | 21.222 | 22.991 | 21.694 | 23.581 | 26.163 | 28.227 |
| BIP-Wachstum (real)                     | 5,4 %  | 3,7 %  | 4,2 %  | 4,2 %  | 2,6 %  | 2,4 %  | −4,3 % | 7,9 %  | 4,6 %  | 5,1 %  |
| Inflation (in Prozent)                  | 5,7 %  | 0,8 %  | 0,0 %  | 1,6 %  | 2,2 %  | 2,1 %  | 0,7 %  | 1,7 %  | 8,3 %  | 0,5 %  |
| Staatsverschuldung (in Prozent des BIP) | 28 %   | 40 %   | 44 %   | 47 %   | 52 %   | 56 %   | 67 %   | 68 %   | 63 %   | 61 %   |

### Wirtschaftsstruktur
|                                                    | Landwirtschaft | Industrie | Dienstleistungen |
| -------------------------------------------------- | -------------- | --------- | ---------------- |
| Anteil am BIP Stand: 2014                          | 6 %            | 20,1 %    | 73,9 %           |
| Anteil an Erwerbstätigkeit Stand: 2017 (Schätzung) | 5,5 %          | 20,6 %    | 73,9 %           |

Costa Rica importierte im Jahr 2014 für 16,4 Mrd. US$ Waren und exportierte gleichzeitig Waren für 11,1 Mrd. US$, hatte also eine negative Handelsbilanz. Wichtigste Importgüter im Jahr 2011 waren Rohstoffe (55 %, vor allem Erdölprodukte), Konsumgüter (19 %) und Investitionsgüter (17 %, vor allem Elektronik). Hauptlieferländer 2014 waren die USA mit 47,4 %, die Volksrepublik China mit 9,8 %, Mexiko mit 6,6 % und Japan mit 2,7 %. Deutschland folgt mit 2,0 % auf Rang 7. Die wichtigsten Abnehmerländer für Exporte waren die Vereinigten Staaten mit 37,3 %, die Niederlande mit 6,1 % und Panama mit 5,3 %. Zu den Exportprodukten gehören vor allem integrierte Schaltungen, elektronische Geräte, Bananen und tropische Früchte.
Die Arbeitslosenquote wird 2017 mit 8,1 % angegeben, dazu ist Unterbeschäftigung verbreitet. 2006 arbeiteten 14 % aller Arbeitskräfte in der Landwirtschaft, 64 % im Dienstleistungssektor und 22 % in der Industrie. Die Gesamtzahl der Beschäftigten wird für 2017 auf 2,23 Millionen geschätzt.

### Energieversorgung
Die Stromerzeugung Costa Ricas wird fast ausschließlich durch erneuerbare Energien gedeckt, während fossile Energien unbedeutend sind. 2016 stammten 98,1 % des Stroms aus erneuerbaren Quellen, 2015 98,9 % und 2014 94 %. Im Jahr 2013 lieferten Wasserkraftwerke ca. 68 % des Stroms, Geothermiekraftwerke knapp 15 % und Windkraftanlagen rund 5 %, zudem wurden in kleinem Umfang auch weitere erneuerbare Energien genutzt. Fossile Energieträger deckten im Jahr 2013 knapp 12 % des Strombedarfs. Durch diese Struktur können erneuerbare Energien Costa Rica immer wieder monatelang alleine mit Strom versorgen. Ziel von Costa Rica ist es, bis 2021 vollständig auf fossile Energien verzichten zu können. Im September 2016 wurde hierzu u. a. mit der Talsperre Reventazón ein neues Wasserkraftwerk mit einer Leistung von 305 MW in Betrieb genommen, das bei Inbetriebnahme das größte Wasserkraftwerk Mittelamerikas war.
Beim Klimagipfel der Vereinten Nationen im Jahr 2009 beschloss die Regierung, bis 2021 klimaneutral zu werden, d. h. auch im Straßenverkehr keine fossilen Brennstoffe mehr zu erlauben und damit einen Großteil des Verkehrs zu dekarbonisieren. Dafür wurde der 200. Jahrestag der Unabhängigkeit von Spanien von Präsident Carlos Alvarado als Zieljahr gesetzt. Ende Februar 2019 hat der Präsident den Zeitpunkt zur Erreichung dieses ambitionierten Ziels verlängert, indem er das Jahr 2050 in einem nationalen Dekarbonisierungsplan als Zieljahr für die komplette Klimaneutralität gesetzt hat.

### Landwirtschaft
Costa Rica gehört zu den zehn größten Bananenexporteuren der Welt. In der Produktion von Bananen lag Costa Rica in 2001 weltweit mit 2,7 Millionen Tonnen noch auf dem 7. Platz und rutschte bis 2022 mit 2,268 Millionen Tonnen auf den 10. Platz. Heute dominiert Indien bei der Bananenproduktion auf dem 1. Platz mit 34,5 Millionen Tonnen, China mit 11,7 Millionen Tonnen, Indonesien mit 9,2 Millionen Tonnen, Brasilien mit 6,85 Millionen Tonnen, Nigeria mit 6,81 Millionen Tonnen, Ecuador mit 6,0 Millionen Tonnen und die Philippinen mit 5,8 Millionen Tonnen Bananen auf dem 7. Platz (die Angaben beziehen sich auf die Produktion im Jahr 2022).
Neben Bananen wurde in den letzten Jahren zunehmend die Ananas zu einem wichtigen Exportgut. Auf Kosten der Umwelt und der kleinbäuerlichen Landwirtschaft erschlossen die wichtigsten internationalen Fruchthersteller, darunter Chiquita, Dole und Del Monte, in den vergangenen Jahrzehnten immer neue Flächen und machten Costa Rica zum weltweit führenden Ananasexporteur. Die über 27.000 im Ananasanbau arbeitenden Menschen haben zumeist keinen gewerkschaftlichen Schutz und arbeiten unter katastrophalen Gesundheitsbedingungen. Ananasplantagen werden aber zunehmend durch Wälder aufgelockert, damit die dort lebenden Tiere die Schädlinge der Nutzpflanzen kurz halten (Biologische Schädlingsbekämpfung).
Ein weiteres Exportprodukt ist Kaffee, der hauptsächlich im Valle Central angebaut wird. Bis Ende der 1980er Jahre war Kaffee das wichtigste Exportprodukt. Weitere Agrarprodukte, die exportiert werden, sind Papaya, Melonen, Macadamianüsse und Zierpflanzen. Die wirtschaftliche Bedeutung von Rinderzucht und Zuckerrohr nimmt weiterhin ab.

### Digitale Ökonomie
Digitale Produkte und Services machen bereits 24 Prozent des gesamten Landesexportes aus. Mehr als die Hälfte der costa-ricanischen Internet-Firmen besitzen Standorte in mehreren Ländern Lateinamerikas, USA, Kanada und teilweise bereits auch in Europa, Asien und Afrika. In den Bereichen Mobile und Web Development gibt es eine Vielzahl von kleinen und mittelgroßen Internet-Firmen, die sich im Raum San José angesiedelt haben und Apps für Smartphones und Tablets als Outsourcing-Anbieter für verschiedene Branchen entwickeln.

### Staatshaushalt
Der Staatshaushalt umfasste 2016 Ausgaben von umgerechnet 11,310 Mrd. US-Dollar, dem standen Einnahmen von umgerechnet 8,115 Mrd. US-Dollar gegenüber. Daraus ergibt sich ein Haushaltsdefizit in Höhe von 5,5 % des BIP.
Die Staatsverschuldung betrug 2017 26,7 Mrd. US-Dollar oder 48,9 % des BIP.
2020 betrug der Anteil der Staatsausgaben (in % des BIP) folgender Bereiche:
- Gesundheit: 7,9 %
- Bildung: 6,7 %
- Militär: 0,6 % (2023, Costa Rica unterhält kein Militär im eigentlichen Sinne.)

## Schienenverkehr

### Geschichte
Die erste Eisenbahnlinie führte in Kapspur (1067 mm) von San José zum Atlantik, von Alajuela nach San José und später weiter bis Cartago. Aus der anderen Richtung führte die Eisenbahn von Limón bis nach Matina, doch dann ging das Geld aus. Erst Jahrzehnte später konnte das fehlende Zwischenstück gebaut werden, und die Strecke bis Limón konnte erst im Dezember 1890 eröffnet werden.

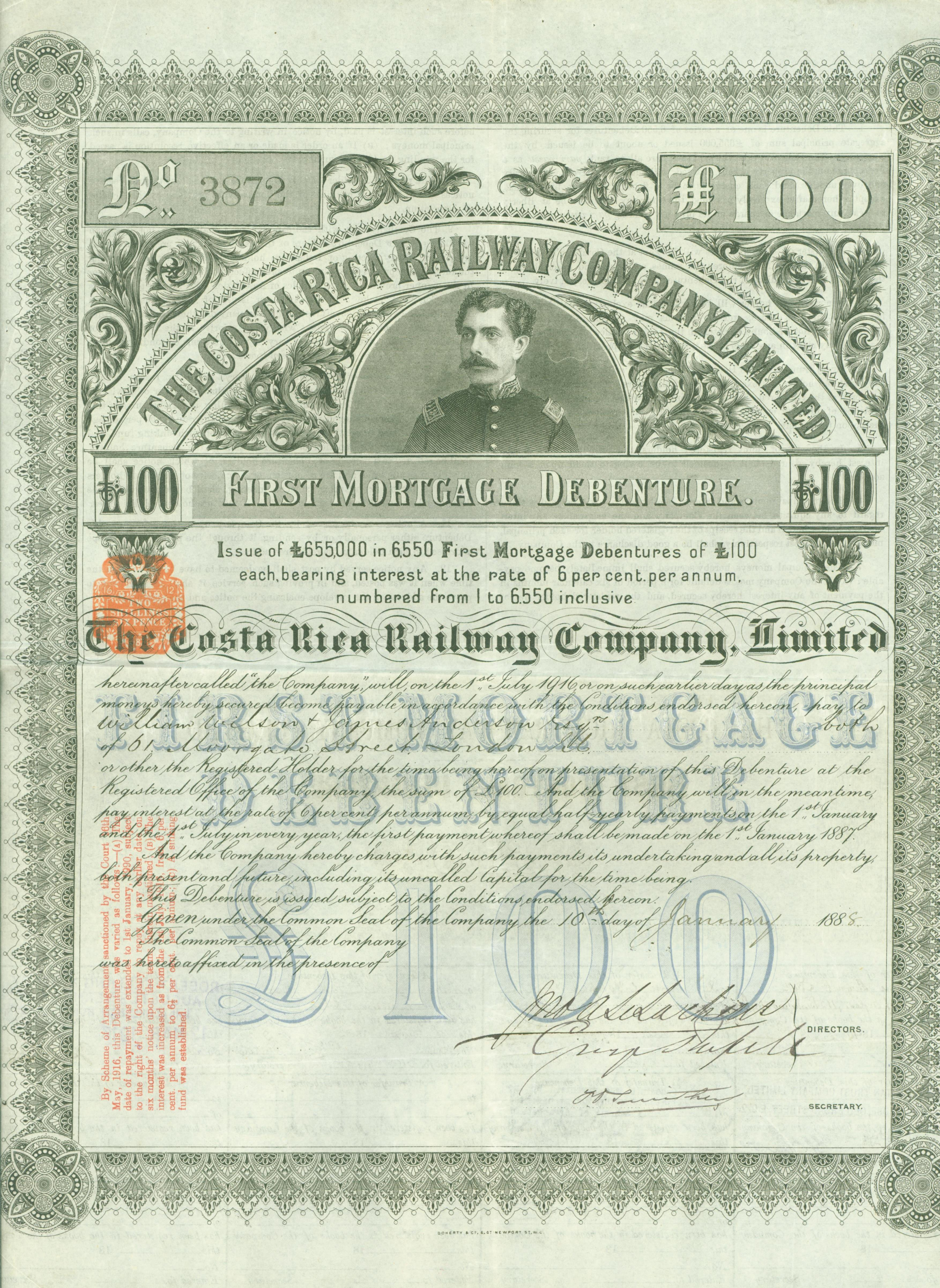
Anleihe der Costa Rica Railway Company Ltd. vom 10. Januar 1888

Die erste formelle Eisenbahngesellschaft war die Costa Rica Railway Co. Ltd. Weitere Eisenbahnstrecken wurden von der United Fruit Company, heute Chiquita Brands International, im Bananen-Anbaugebiet am Atlantik zum Abtransport der Früchte gebaut. Später folgte die Northern Railway of Costa Rica, welche die Strecken der Costa Rica Railway übernahm. Die Strecke vom Pazifik nach San José, die Ferrocarril al Pacífico, wurde, nach Überwindung zahlreicher baulicher Schwierigkeiten, im Juli 1910 ebenfalls mit einer Spurweite von 1067 mm (Kapspur) eröffnet. Jede dieser Linien hat in San José eine eigene Endstation, Estación al Atlántico und Estación al Pacífico. Die weiter unten erwähnte Stadtbahn verkehrt unter anderem zwischen diesen beiden Stationen als eine Art Straßenbahn.
Im Jahre 1930 beschloss man die Elektrifizierung der Pazifikstrecke, die Elektrifizierung erfolgte durch die deutsche Firma AEG. Die Strecke ist sehr kurvenreich und hat eine Länge von 130 Kilometer. Als erste Bahn in einem Tropenland wählte man Einphasen-Wechselstrom von 15 kV, 20 Hz und benötigte deshalb kein Unterwerk.
Im Jahr 1977 wurden alle noch existierenden Eisenbahnstrecken unter der Staatsbahn FECOSA (Ferrocarriles de Costa Rica) zusammengefasst. 1980 wurden dann auch die insgesamt 106 Kilometer langen, am Atlantik gelegenen Strecken für den Bananentransport von Rio Frio nach Siquirres und Puerto Limón elektrifiziert. Die damals als FECOSA benannte Staatsbahn, welche diese Strecken übernommen hatte, betrieb die Strecken bis dahin mit Dieselloks. Da die Belastung mit über einer Million Tonnen pro Jahr außergewöhnlich hoch war, beschloss man die Strecke grundlegend zu erneuern und zu elektrifizieren. 1985 wurde die FECOSA durch die neue Staatsbahn INCOFER (Instituto Costarricense de Ferrocarriles) ersetzt. Alle nichtelektrischen Eisenbahnlinien werden heute mit Dieseltraktion betrieben, anfangs wurde auf allen Strecken mit Dampfloks gefahren.
Durch starke Erdrutsche wurde die Strecke zwischen Cartago und Turrialba im Jahre 1988 zerstört und das Eisenbahnnetz somit in zwei Teile geteilt. Ein starkes Erdbeben beschädigte dann im Jahre 1991 die Strecken entlang der atlantischen Küste, die jedoch innerhalb von zwei Wochen wieder instand gesetzt wurden. Allerdings war die atlantische Bananentransportlinie schon früher wegen der Erschöpfung der Bananenfelder und der hohen Stromtarife nicht mehr konkurrenzfähig. Die Bananen werden am Abend transportiert, wenn die Tarife am höchsten sind, und die Elektrizitätswerke waren nicht zu Konzessionen zu bewegen.
Weitere Gründe waren die hohen Personalkosten (Überbemannung), und so wurden die Transporte auf LKWs umgestellt. Als Folge davon wurde der Betrieb im Jahr 1995 eingestellt.

### Heutiger Zustand

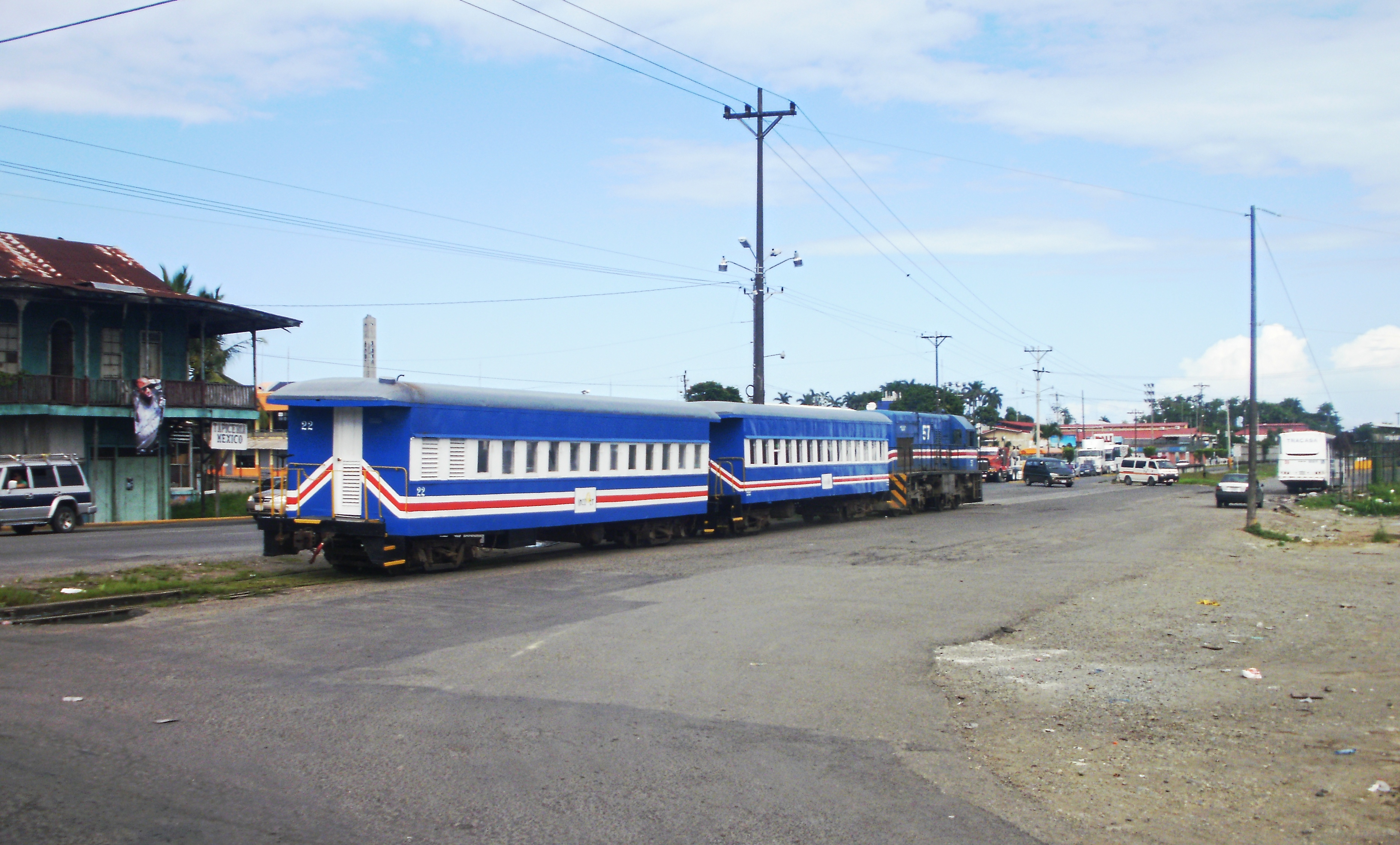
Historische Personenzüge in Limón

In den letzten Jahren wurden diverse Routen im Zentraltal reaktiviert. Darauf verkehren 7 ausrangierte Apolo-Züge aus Spanien, sowie 8 neu erworbene Systeme aus China der Firma CRRC Qingdao Sifang. Diese Züge werden mit Verbrennungsmotoren betrieben.
Während im Jahr 2016 auf den bedienten Routen etwa 1,7 Millionen Passagiere befördert wurden, ging die Zahl im Jahr 2017 zurück, obwohl die zusätzliche Strecke Heredia – Alajuela aktiviert wurde. So wurden im Jahr 2017 nur noch 1,4 Millionen Passagiere transportiert. Zurückgeführt wird dies auf den Ausfall diverser Triebwagen durch Unfälle.
Ein Grund dafür dürfte dies gewesen sein: In den ersten Jahren nach Reaktivierung der Zugstrecken im Zentraltal existierten keine gesicherten Bahnübergänge. Seit Ende 2018 sind viele wichtige Kreuzungen mit Schranken versehen worden.
Seit vielen Jahren wird sowohl die Einführung einer Straßenbahn als auch die eines schnelleren elektrischen Zugsystems im Zentraltal diskutiert. Es gab verschiedene Studien, bislang gleichwohl noch keine abschließende Entscheidung. Deutsche Firmen meldeten im Oktober 2024 Interesse an der Unterstützung bei diesem Projekt an.
Zuletzt gab es auch eine Studie zur Wiederinbetriebnahme von 180 km historischem Schienennetz und 80 km Neubau in der nördlichen Zone Costa Ricas von Puerto viejo de Sarapiquí bis in die Südkaribik (Valle de las estrellas). Bei diesem Projekt geht es um Güterverkehr und es kam im Rahmen der Entwicklung im Mai 2024 zu Grundstückskäufen.

## Kultur

### Architektur
Architektur Costa Ricas ist geprägt von einer Mischung aus kolonialen, europäischen und indigenen Einflüssen sowie modernen architektonischen Strömungen.
Die indigene Architektur Costa Ricas ist vor allem durch die präkolumbianischen Völker geprägt, die in der Region lebten, bevor die Spanier kamen. Einige der bemerkenswertesten Überreste präkolumbianischer Architektur in Costa Rica sind die Steinkugeln in der archäologischen Stätte von Guayabo und die Tempelruinen dort.
Die koloniale Architektur Costa Ricas ist vor allem durch die spanischen Eroberer des 16. Jahrhunderts geprägt. Die meisten Kolonialbauten wurden aus Holz gebaut und sind heute nicht mehr erhalten. Einige der wenigen erhaltenen Gebäude aus der Kolonialzeit sind die Kirche Nuestra Señora de la Merced in Heredia und die Basilika Nuestra Señora de los Ángeles (Cartago).
Das Nationalmuseum von Costa Rica wurde 1917 zu Militärzwecken gebaut.
Moderne Architektur in Costa Rica begann sich erst seit Mitte des 20. Jahrhunderts zu entwickeln. Die meisten modernen Gebäude in Costa Rica wurden in den 1960er und 1970er Jahren gebaut und sind hauptsächlich Bürogebäude und Wohnhochhäuser in der Hauptstadt San José. Das Estadio Nacional de Costa Rica ist das erste moderne Stadion in Zentralamerika.
Costa Rica hat in den letzten Jahren ein starkes Interesse an ökologischer Architektur entwickelt. Ein Beispiel ist das Gebäude des Nationalparks Manuel Antonio, das sich in die natürliche Umgebung des Parks integriert und nachhaltige Baumaterialien verwendet. Claudia Dobles Camargo, costa-ricanische Architektin und Frau des Präsidenten Carlos Alvarado Quesada engagiert sich für nachhaltiges Bauen. Der Arenal-See wurde in den 1970er Jahren künstlich aufgestaut, die gewonnene Energie deckt beinahe 60 % des Landesbedarfs an elektrischer Energie. In Planung ist derzeit das El-Diquís-Wasserkraftwerk-Projekt.

### Musik

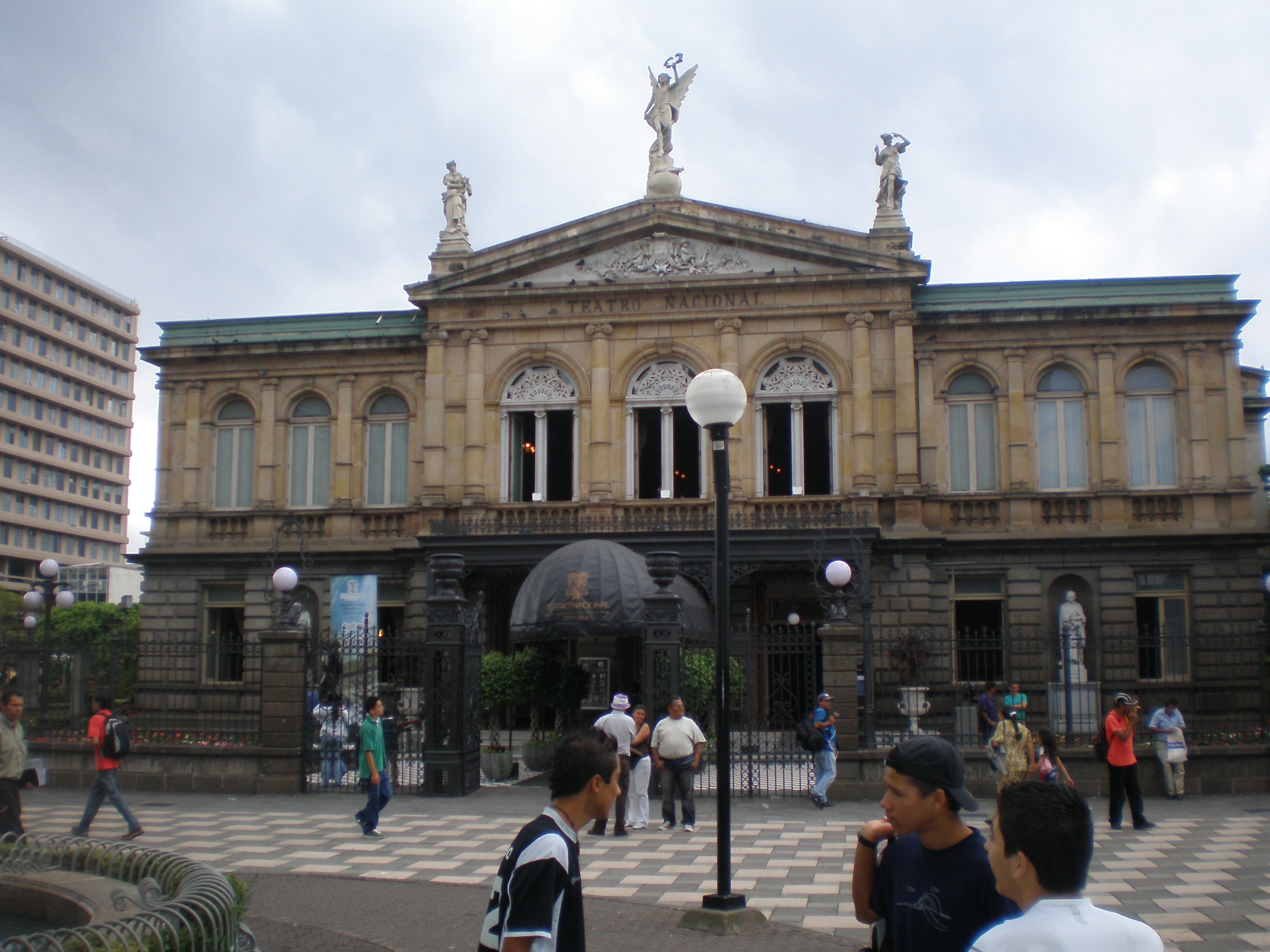
Nationaltheater

Costa Rica besitzt eine vielseitige Musikkultur von traditioneller einheimischer Musik über karibische Musik und allgemein lateinamerikanische Musik bis hin zu weltweiten Strömungen und Stilen. Neben den internationalen Charts haben vor allem lateinamerikanische Tanzmusik – von Salsa bis Reggaeton – aber auch andere Stile und Gruppen aus Lateinamerika großen Einfluss. Gleichzeitig gibt es eine reiche Kultur an aktiven Musikern und zahlreiche private und öffentliche Musiker-Gruppen (zum Beispiel Universitätsorchester). Zu den typischen Elementen traditioneller Musik zählen unter anderen Gesang, Marimba und Gitarre.
- Gandhi – eine Rockband[123]
- Malpais[124]
- Manuel Monestel und die Gruppe Cantoamérica – Vertreter karibischer Musik[125]

Beispiele für traditionelle Musik
- La Guaria Morada – besingt die Nationalblume, eine lilafarbene Orchidee
- Ticas Lindas[126] – „hübsche Costa-Ricanerinnen“
- Soy Tico – ein patriotisches Lied mit dem Titel Ich bin Costa-Ricaner

### Küche

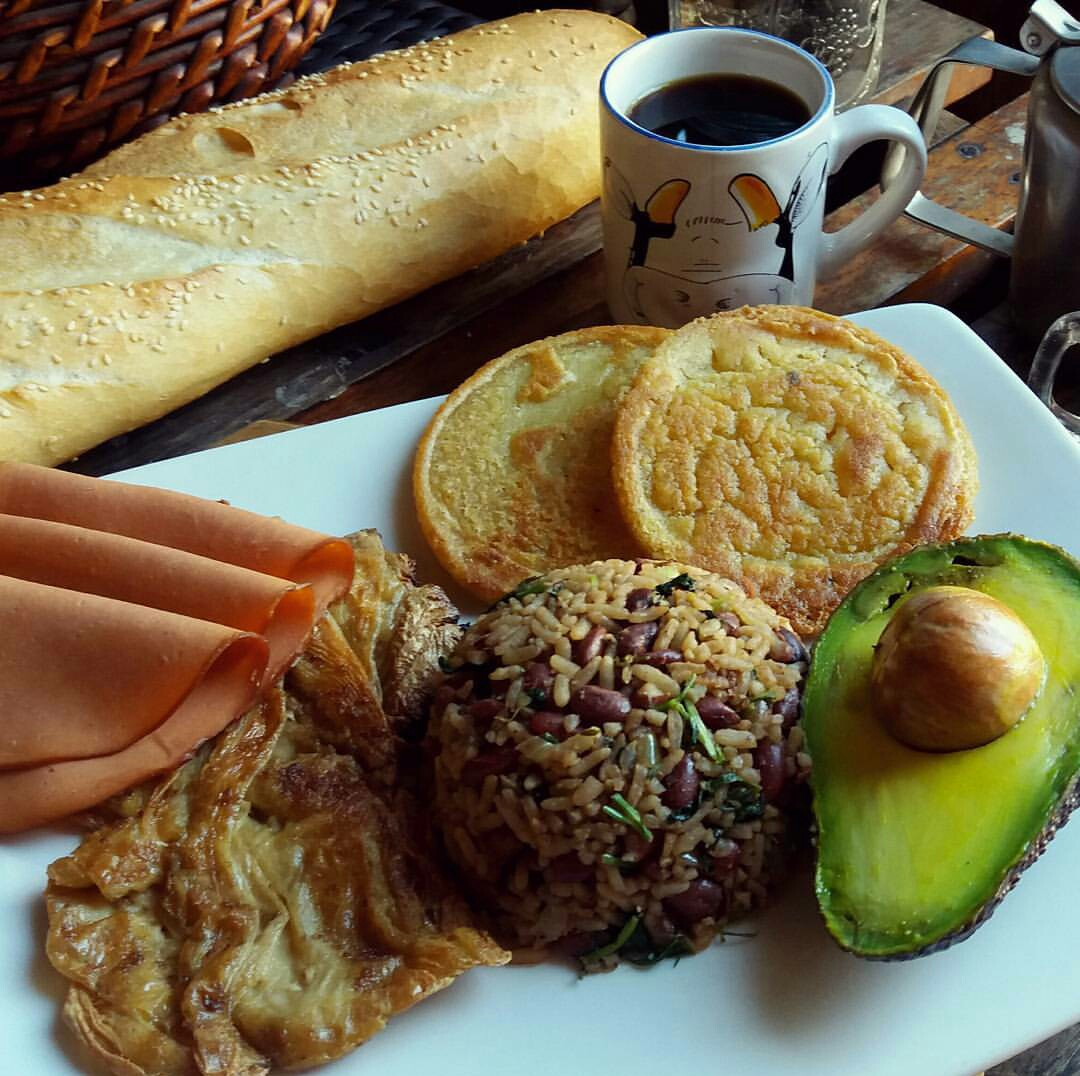
Das Gericht Gallo Pinto ist ein traditionelles Frühstück in Costa Rica.

Zu den Hauptbestandteilen der costa-ricanischen Küche zählen Reis, Bohnen und häufig auch Kochbananen. Diese Grundzutaten werden zu unterschiedlichen Gerichten verarbeitet. Vor allem in San José haben sich Fastfood-Ketten wie McDonald’s, Pizza Hut, Burger King und Taco Bell etabliert.
Das typische Frühstück und zugleich das Nationalgericht Costa Ricas ist Gallo Pinto: ein Gericht aus gebratenem Reis mit schwarzen Bohnen und Zwiebeln. Dazu werden Spiegel- oder Rühreier sowie Tortillas und Sauerrahm serviert. Zu Mittag werden in der Regel sogenannte Casados gegessen, bei denen ebenfalls Reis und Bohnen die Basis bilden und die mit Kochbananen und Fleisch, Hähnchen oder Fisch sowie Salat und gedünstetes Gemüse gegessen werden können. In den Sodas erhält man die Mittagsgerichte zum günstigen Preis.
Auch Tamales gelten als typisch für Costa Rica. Diese gefüllten, in Bananenblätter gewickelten und anschließend gekochten Maistaschen bereiten Costa-Ricaner traditionell zu Weihnachten, aber auch während des Jahres zu. Sie werden häufig zum Frühstück gegessen, oftmals auch mit salsa italiana.
Zum Nachtisch werden häufig frische Früchte oder auch Süßspeisen wie Kuchen, Torten oder Schokolade serviert.
Die beliebtesten Getränke stellen neben Wasser, Limonaden und Kaffee Erfrischungsgetränke wie Batidos (mit Wasser, Milch, Joghurt oder Eis zubereitete Getränke aus frischen Früchten) und pipa (direkt aus der Kokosnuss getrunkenes Kokoswasser) dar. Allgemein kann gesagt werden, dass bei Getränken sehr viel Zucker verwendet wird, auch wenn die Früchte in den Batidos viel Fruchtzucker besitzen.
Bei alkoholischen Getränken dominiert der Bier- und Schnapskonsum, Wein wird nur selten getrunken. Die am häufigsten getrunkenen Biersorten sind die costa-ricanischen Biere Imperial, Pilsen und Bavaria.

### Sport
Fußball

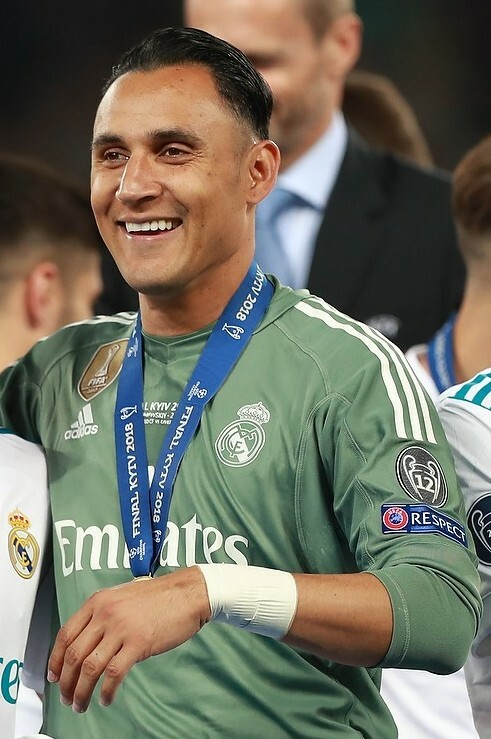
Der costa-ricanische Torhüter Keylor Navas hat für zahlreiche Fußballmannschaften in Amerika und Europa gespielt.

Der Fußball hat in Costa Rica einen hohen Stellenwert. Die costa-ricanische Fußballnationalmannschaft konnte sich bisher für fünf Fußball-Weltmeisterschaften qualifizieren. Bei der Erstteilnahme 1990 in Italien erreichte die Mannschaft in ihrer Vorrundengruppe als Zweiter hinter Brasilien das Achtelfinale und schied dort gegen die Tschechoslowakei aus. Zwölf Jahre später, bei der WM 2002 in Südkorea und Japan, schied das Team in der Vorrunde aus, ebenso 2006 in Deutschland, als die Costa-Ricaner mit der deutschen Mannschaft das Eröffnungsspiel in München bestritten hatten und dieses mit 2:4 verloren. Bei der nächsten Teilnahme 2014 in Brasilien gelang es der Auswahl, sich durch Siege über die favorisierten Mannschaften aus Uruguay und Italien wie bereits 1990 erneut für das Achtelfinale und dort durch einen Sieg nach Elfmeterschießen gegen Griechenland zum ersten Mal auch für das Viertelfinale zu qualifizieren. Dort schied man nach Elfmeterschießen gegen die Niederlande aus.
Auf kontinentaler Ebene gewann die Nationalmannschaft dreimal den damaligen CONCACAF Nations Cup (heute CONCACAF Gold Cup), einen Wettbewerb zwischen zunächst ausschließlich mittelamerikanischen Nationalteams, an dem mittlerweile auch die Mannschaften aus Nordamerika teilnehmen. Zeitweise spielten dort auch gesondert eingeladene Mannschaften aus anderen Erdteilen mit.
Einige der costa-ricanischen Nationalspieler schafften auch den Sprung in europäische Topligen. Herausragend ist hier Keylor Navas, der im Tor von Real Madrid dreimal die UEFA Champions League und dreimal die FIFA-Klub-Weltmeisterschaft gewann.
Die nationale Fußball-Liga Primera División de Costa Rica wird von zwei Klubs dominiert, zum einen vom Deportivo Saprissa aus der Hauptstadt San José, zum anderen von dem Verein LD Alajuelense aus Alajuela. Mehrfach gewannen Vereine aus Costa Rica auch kontinentale Klubwettbewerbe.
Sportler aus Costa Rica nahmen mehrmals an Special Olympics Weltspielen teil.